# Lista de asteroides (165001-166000)
Esta é uma lista parcial de asteroides, do asteroide número 165001 até o 166000, inclusive. Veja também o índice com todas as listas disponíveis.

| Objeto Próximos à Terra | Cinturão de asteroides (interno) | Cinturão de asteroides (externo) | Centauro       |
| Cruzador de Marte       | Cinturão de asteroides (meio)    | Troianos de Júpiter              | Transnetuniano |

Veja mais dados de cada asteroide na ligação externa para o Minor Planet Center na última coluna.
Índice: 165001... 165101... 165201... 165301... 165401... 165501... 165601... 165701... 165801... 165901... 

## 165001–165100
| Designação   | Designação | Descoberta  | Descoberta    | Descobridor(es) | Categoria | Mais informações / Referência |
| Permanente   | Provisória | Data        | Local         | Descobridor(es) | Categoria | Mais informações / Referência |
| ------------ | ---------- | ----------- | ------------- | --------------- | --------- | ----------------------------- |
| 165001       | 2000 BA38  | 28 jan 2000 | Kitt Peak     | Spacewatch      | —         | MPC                           |
| 165002       | 2000 BM49  | 26 jan 2000 | Kitt Peak     | Spacewatch      | —         | MPC                           |
| 165003       | 2000 BT49  | 21 jan 2000 | Socorro       | LINEAR          | —         | MPC                           |
| 165004       | 2000 CH15  | 2 fev 2000  | Socorro       | LINEAR          | —         | MPC                           |
| 165005       | 2000 CD22  | 2 fev 2000  | Socorro       | LINEAR          | —         | MPC                           |
| 165006       | 2000 CC39  | 3 fev 2000  | Socorro       | LINEAR          | —         | MPC                           |
| 165007       | 2000 CW44  | 2 fev 2000  | Socorro       | LINEAR          | —         | MPC                           |
| 165008       | 2000 CJ45  | 2 fev 2000  | Socorro       | LINEAR          | —         | MPC                           |
| 165009       | 2000 CC46  | 2 fev 2000  | Socorro       | LINEAR          | —         | MPC                           |
| 165010       | 2000 CG79  | 8 fev 2000  | Kitt Peak     | Spacewatch      | —         | MPC                           |
| 165011       | 2000 CA82  | 4 fev 2000  | Socorro       | LINEAR          | —         | MPC                           |
| 165012       | 2000 CJ84  | 4 fev 2000  | Socorro       | LINEAR          | Phocaea   | MPC                           |
| 165013       | 2000 CO90  | 6 fev 2000  | Socorro       | LINEAR          | —         | MPC                           |
| 165014       | 2000 CZ97  | 7 fev 2000  | Kitt Peak     | Spacewatch      | —         | MPC                           |
| 165015       | 2000 CS98  | 8 fev 2000  | Kitt Peak     | Spacewatch      | —         | MPC                           |
| 165016       | 2000 CV98  | 8 fev 2000  | Kitt Peak     | Spacewatch      | —         | MPC                           |
| 165017       | 2000 CM108 | 5 fev 2000  | Catalina      | CSS             | —         | MPC                           |
| 165018       | 2000 CP113 | 11 fev 2000 | Kitt Peak     | Spacewatch      | —         | MPC                           |
| 165019       | 2000 CG115 | 2 fev 2000  | Catalina      | CSS             | —         | MPC                           |
| 165020       | 2000 CB126 | 3 fev 2000  | Socorro       | LINEAR          | Eos       | MPC                           |
| 165021       | 2000 CJ129 | 3 fev 2000  | Kitt Peak     | Spacewatch      | —         | MPC                           |
| 165022       | 2000 CN130 | 3 fev 2000  | Kitt Peak     | Spacewatch      | —         | MPC                           |
| 165023       | 2000 CD132 | 3 fev 2000  | Kitt Peak     | Spacewatch      | —         | MPC                           |
| 165024       | 2000 CG132 | 3 fev 2000  | Kitt Peak     | Spacewatch      | Maria     | MPC                           |
| 165025       | 2000 DT7   | 28 fev 2000 | Kitt Peak     | Spacewatch      | —         | MPC                           |
| 165026       | 2000 DJ9   | 26 fev 2000 | Kitt Peak     | Spacewatch      | —         | MPC                           |
| 165027       | 2000 DU12  | 27 fev 2000 | Kitt Peak     | Spacewatch      | —         | MPC                           |
| 165028       | 2000 DA19  | 29 fev 2000 | Socorro       | LINEAR          | —         | MPC                           |
| 165029       | 2000 DC21  | 29 fev 2000 | Socorro       | LINEAR          | —         | MPC                           |
| 165030       | 2000 DT24  | 29 fev 2000 | Socorro       | LINEAR          | —         | MPC                           |
| 165031       | 2000 DB27  | 29 fev 2000 | Socorro       | LINEAR          | —         | MPC                           |
| 165032       | 2000 DL54  | 29 fev 2000 | Socorro       | LINEAR          | Eos       | MPC                           |
| 165033       | 2000 DL58  | 29 fev 2000 | Socorro       | LINEAR          | —         | MPC                           |
| 165034       | 2000 DX60  | 29 fev 2000 | Socorro       | LINEAR          | Chimaera  | MPC                           |
| 165035       | 2000 DH63  | 29 fev 2000 | Socorro       | LINEAR          | Brangane  | MPC                           |
| 165036       | 2000 DB76  | 29 fev 2000 | Socorro       | LINEAR          | —         | MPC                           |
| 165037       | 2000 DV88  | 25 fev 2000 | Kitt Peak     | Spacewatch      | —         | MPC                           |
| 165038       | 2000 DM89  | 26 fev 2000 | Kitt Peak     | Spacewatch      | —         | MPC                           |
| 165039       | 2000 DP95  | 28 fev 2000 | Socorro       | LINEAR          | —         | MPC                           |
| 165040       | 2000 DR97  | 29 fev 2000 | Socorro       | LINEAR          | —         | MPC                           |
| 165041       | 2000 DG100 | 29 fev 2000 | Socorro       | LINEAR          | —         | MPC                           |
| 165042       | 2000 DE110 | 29 fev 2000 | Socorro       | LINEAR          | Flora     | MPC                           |
| 165043       | 2000 DM113 | 27 fev 2000 | Kitt Peak     | Spacewatch      | —         | MPC                           |
| 165044       | 2000 EO8   | 3 mar 2000  | Socorro       | LINEAR          | Juno      | MPC                           |
| 165045       | 2000 ES16  | 3 mar 2000  | Socorro       | LINEAR          | —         | MPC                           |
| 165046       | 2000 EG18  | 4 mar 2000  | Socorro       | LINEAR          | —         | MPC                           |
| 165047       | 2000 EY32  | 5 mar 2000  | Socorro       | LINEAR          | —         | MPC                           |
| 165048       | 2000 EE35  | 8 mar 2000  | Socorro       | LINEAR          | —         | MPC                           |
| 165049       | 2000 EO42  | 8 mar 2000  | Socorro       | LINEAR          | Eos       | MPC                           |
| 165050       | 2000 EF48  | 9 mar 2000  | Socorro       | LINEAR          | —         | MPC                           |
| 165051       | 2000 EL51  | 3 mar 2000  | Kitt Peak     | Spacewatch      | —         | MPC                           |
| 165052       | 2000 EE59  | 9 mar 2000  | Socorro       | LINEAR          | —         | MPC                           |
| 165053       | 2000 EM61  | 10 mar 2000 | Socorro       | LINEAR          | —         | MPC                           |
| 165054       | 2000 EP68  | 10 mar 2000 | Socorro       | LINEAR          | —         | MPC                           |
| 165055       | 2000 EP76  | 5 mar 2000  | Socorro       | LINEAR          | —         | MPC                           |
| 165056       | 2000 ED79  | 5 mar 2000  | Socorro       | LINEAR          | —         | MPC                           |
| 165057       | 2000 EF96  | 11 mar 2000 | Socorro       | LINEAR          | —         | MPC                           |
| 165058       | 2000 EW100 | 12 mar 2000 | Kitt Peak     | Spacewatch      | —         | MPC                           |
| 165059       | 2000 ET102 | 14 mar 2000 | Kitt Peak     | Spacewatch      | —         | MPC                           |
| 165060       | 2000 EW114 | 10 mar 2000 | Kitt Peak     | Spacewatch      | —         | MPC                           |
| 165061       | 2000 EF115 | 10 mar 2000 | Kitt Peak     | Spacewatch      | —         | MPC                           |
| 165062       | 2000 EO119 | 11 mar 2000 | Anderson Mesa | LONEOS          | —         | MPC                           |
| 165063       | 2000 EM146 | 4 mar 2000  | Socorro       | LINEAR          | —         | MPC                           |
| 165064       | 2000 ED166 | 3 mar 2000  | Socorro       | LINEAR          | —         | MPC                           |
| 165065       | 2000 ES169 | 4 mar 2000  | Socorro       | LINEAR          | —         | MPC                           |
| 165066       | 2000 ES199 | 1 mar 2000  | Catalina      | CSS             | —         | MPC                           |
| 165067 Pauls | 2000 ED207 | 4 mar 2000  | Apache Point  | SDSS            | —         | MPC                           |
| 165068       | 2000 FV    | 26 mar 2000 | Prescott      | P. G. Comba     | —         | MPC                           |
| 165069       | 2000 FH7   | 29 mar 2000 | Kitt Peak     | Spacewatch      | —         | MPC                           |
| 165070       | 2000 FX8   | 29 mar 2000 | Kitt Peak     | Spacewatch      | —         | MPC                           |
| 165071       | 2000 FT24  | 29 mar 2000 | Socorro       | LINEAR          | Pallas    | MPC                           |
| 165072       | 2000 FB27  | 27 mar 2000 | Anderson Mesa | LONEOS          | Brangane  | MPC                           |
| 165073       | 2000 FE28  | 27 mar 2000 | Anderson Mesa | LONEOS          | Eos       | MPC                           |
| 165074       | 2000 FB40  | 29 mar 2000 | Socorro       | LINEAR          | —         | MPC                           |
| 165075       | 2000 FW58  | 26 mar 2000 | Anderson Mesa | LONEOS          | —         | MPC                           |
| 165076       | 2000 FX63  | 29 mar 2000 | Socorro       | LINEAR          | —         | MPC                           |
| 165077       | 2000 FB72  | 25 mar 2000 | Kitt Peak     | Spacewatch      | —         | MPC                           |
| 165078       | 2000 GN11  | 5 abr 2000  | Socorro       | LINEAR          | —         | MPC                           |
| 165079       | 2000 GG17  | 5 abr 2000  | Socorro       | LINEAR          | Brangane  | MPC                           |
| 165080       | 2000 GU21  | 5 abr 2000  | Socorro       | LINEAR          | —         | MPC                           |
| 165081       | 2000 GG23  | 5 abr 2000  | Socorro       | LINEAR          | —         | MPC                           |
| 165082       | 2000 GJ34  | 5 abr 2000  | Socorro       | LINEAR          | —         | MPC                           |
| 165083       | 2000 GK37  | 5 abr 2000  | Socorro       | LINEAR          | —         | MPC                           |
| 165084       | 2000 GG38  | 5 abr 2000  | Socorro       | LINEAR          | —         | MPC                           |
| 165085       | 2000 GZ38  | 5 abr 2000  | Socorro       | LINEAR          | —         | MPC                           |
| 165086       | 2000 GN44  | 5 abr 2000  | Socorro       | LINEAR          | —         | MPC                           |
| 165087       | 2000 GF45  | 5 abr 2000  | Socorro       | LINEAR          | —         | MPC                           |
| 165088       | 2000 GU46  | 5 abr 2000  | Socorro       | LINEAR          | —         | MPC                           |
| 165089       | 2000 GT62  | 5 abr 2000  | Socorro       | LINEAR          | —         | MPC                           |
| 165090       | 2000 GP72  | 5 abr 2000  | Socorro       | LINEAR          | —         | MPC                           |
| 165091       | 2000 GK79  | 5 abr 2000  | Socorro       | LINEAR          | —         | MPC                           |
| 165092       | 2000 GM81  | 6 abr 2000  | Socorro       | LINEAR          | —         | MPC                           |
| 165093       | 2000 GG89  | 4 abr 2000  | Socorro       | LINEAR          | —         | MPC                           |
| 165094       | 2000 GV89  | 4 abr 2000  | Socorro       | LINEAR          | —         | MPC                           |
| 165095       | 2000 GR111 | 3 abr 2000  | Anderson Mesa | LONEOS          | —         | MPC                           |
| 165096       | 2000 GX128 | 5 abr 2000  | Kitt Peak     | Spacewatch      | —         | MPC                           |
| 165097       | 2000 GB129 | 5 abr 2000  | Kitt Peak     | Spacewatch      | —         | MPC                           |
| 165098       | 2000 GG133 | 12 abr 2000 | Haleakalā     | NEAT            | —         | MPC                           |
| 165099       | 2000 GJ154 | 6 abr 2000  | Anderson Mesa | LONEOS          | —         | MPC                           |
| 165100       | 2000 HV    | 24 abr 2000 | Kitt Peak     | Spacewatch      | —         | MPC                           |

## 165101–165200
| Designação     | Designação | Descoberta  | Descoberta    | Descobridor(es) | Categoria | Mais informações / Referência |
| Permanente     | Provisória | Data        | Local         | Descobridor(es) | Categoria | Mais informações / Referência |
| -------------- | ---------- | ----------- | ------------- | --------------- | --------- | ----------------------------- |
| 165101         | 2000 HY3   | 26 abr 2000 | Kitt Peak     | Spacewatch      | —         | MPC                           |
| 165102         | 2000 HN17  | 24 abr 2000 | Kitt Peak     | Spacewatch      | —         | MPC                           |
| 165103         | 2000 HJ26  | 24 abr 2000 | Anderson Mesa | LONEOS          | Ursula    | MPC                           |
| 165104         | 2000 HR33  | 24 abr 2000 | Anderson Mesa | LONEOS          | —         | MPC                           |
| 165105         | 2000 HG45  | 26 abr 2000 | Anderson Mesa | LONEOS          | —         | MPC                           |
| 165106         | 2000 HS59  | 25 abr 2000 | Anderson Mesa | LONEOS          | —         | MPC                           |
| 165107         | 2000 HE63  | 26 abr 2000 | Anderson Mesa | LONEOS          | Brangane  | MPC                           |
| 165108         | 2000 HN67  | 27 abr 2000 | Kitt Peak     | Spacewatch      | —         | MPC                           |
| 165109         | 2000 HS71  | 25 abr 2000 | Anderson Mesa | LONEOS          | —         | MPC                           |
| 165110         | 2000 HR84  | 30 abr 2000 | Anderson Mesa | LONEOS          | Ursula    | MPC                           |
| 165111         | 2000 HC103 | 27 abr 2000 | Anderson Mesa | LONEOS          | —         | MPC                           |
| 165112         | 2000 HE103 | 27 abr 2000 | Anderson Mesa | LONEOS          | —         | MPC                           |
| 165113         | 2000 JB19  | 3 mai 2000  | Socorro       | LINEAR          | —         | MPC                           |
| 165114         | 2000 JK27  | 7 mai 2000  | Socorro       | LINEAR          | Ursula    | MPC                           |
| 165115         | 2000 JY28  | 7 mai 2000  | Socorro       | LINEAR          | —         | MPC                           |
| 165116         | 2000 JX41  | 7 mai 2000  | Socorro       | LINEAR          | —         | MPC                           |
| 165117         | 2000 JB61  | 7 mai 2000  | Socorro       | LINEAR          | —         | MPC                           |
| 165118         | 2000 JB68  | 7 mai 2000  | Kitt Peak     | Spacewatch      | —         | MPC                           |
| 165119         | 2000 JC68  | 7 mai 2000  | Kitt Peak     | Spacewatch      | —         | MPC                           |
| 165120         | 2000 JZ71  | 1 mai 2000  | Anderson Mesa | LONEOS          | Ursula    | MPC                           |
| 165121         | 2000 JY76  | 7 mai 2000  | Socorro       | LINEAR          | —         | MPC                           |
| 165122         | 2000 JJ84  | 5 mai 2000  | Socorro       | LINEAR          | —         | MPC                           |
| 165123         | 2000 KP6   | 27 mai 2000 | Socorro       | LINEAR          | —         | MPC                           |
| 165124         | 2000 KW8   | 28 mai 2000 | Socorro       | LINEAR          | —         | MPC                           |
| 165125         | 2000 KC11  | 28 mai 2000 | Socorro       | LINEAR          | —         | MPC                           |
| 165126         | 2000 KJ32  | 28 mai 2000 | Socorro       | LINEAR          | —         | MPC                           |
| 165127         | 2000 KX40  | 30 mai 2000 | Kitt Peak     | Spacewatch      | —         | MPC                           |
| 165128         | 2000 KU43  | 31 mai 2000 | Kitt Peak     | Spacewatch      | —         | MPC                           |
| 165129         | 2000 KU44  | 28 mai 2000 | Kitt Peak     | Spacewatch      | Brangane  | MPC                           |
| 165130         | 2000 KP54  | 27 mai 2000 | Anderson Mesa | LONEOS          | —         | MPC                           |
| 165131         | 2000 KQ57  | 24 mai 2000 | Anderson Mesa | LONEOS          | —         | MPC                           |
| 165132         | 2000 KV58  | 24 mai 2000 | Anderson Mesa | LONEOS          | —         | MPC                           |
| 165133         | 2000 KP61  | 25 mai 2000 | Anderson Mesa | LONEOS          | —         | MPC                           |
| 165134         | 2000 KT65  | 27 mai 2000 | Anderson Mesa | LONEOS          | —         | MPC                           |
| 165135         | 2000 KU70  | 28 mai 2000 | Socorro       | LINEAR          | —         | MPC                           |
| 165136         | 2000 KN74  | 27 mai 2000 | Socorro       | LINEAR          | —         | MPC                           |
| 165137         | 2000 KM79  | 27 mai 2000 | Socorro       | LINEAR          | —         | MPC                           |
| 165138         | 2000 NL5   | 7 jul 2000  | Socorro       | LINEAR          | —         | MPC                           |
| 165139         | 2000 NJ10  | 6 jul 2000  | Anderson Mesa | LONEOS          | —         | MPC                           |
| 165140         | 2000 OJ1   | 24 jul 2000 | Kitt Peak     | Spacewatch      | —         | MPC                           |
| 165141         | 2000 OH14  | 23 jul 2000 | Socorro       | LINEAR          | —         | MPC                           |
| 165142         | 2000 OM40  | 30 jul 2000 | Socorro       | LINEAR          | —         | MPC                           |
| 165143         | 2000 PQ2   | 2 ago 2000  | Socorro       | LINEAR          | —         | MPC                           |
| 165144         | 2000 QO7   | 25 ago 2000 | Socorro       | LINEAR          | —         | MPC                           |
| 165145         | 2000 QV10  | 24 ago 2000 | Socorro       | LINEAR          | —         | MPC                           |
| 165146         | 2000 QN13  | 24 ago 2000 | Socorro       | LINEAR          | —         | MPC                           |
| 165147         | 2000 QD18  | 24 ago 2000 | Socorro       | LINEAR          | —         | MPC                           |
| 165148         | 2000 QR18  | 24 ago 2000 | Socorro       | LINEAR          | —         | MPC                           |
| 165149         | 2000 QC22  | 24 ago 2000 | Socorro       | LINEAR          | —         | MPC                           |
| 165150         | 2000 QU28  | 24 ago 2000 | Socorro       | LINEAR          | —         | MPC                           |
| 165151         | 2000 QT33  | 26 ago 2000 | Prescott      | P. G. Comba     | —         | MPC                           |
| 165152         | 2000 QS38  | 24 ago 2000 | Socorro       | LINEAR          | —         | MPC                           |
| 165153         | 2000 QR39  | 24 ago 2000 | Socorro       | LINEAR          | —         | MPC                           |
| 165154         | 2000 QE40  | 24 ago 2000 | Socorro       | LINEAR          | —         | MPC                           |
| 165155         | 2000 QG40  | 24 ago 2000 | Socorro       | LINEAR          | —         | MPC                           |
| 165156         | 2000 QJ50  | 24 ago 2000 | Socorro       | LINEAR          | —         | MPC                           |
| 165157         | 2000 QO50  | 24 ago 2000 | Socorro       | LINEAR          | —         | MPC                           |
| 165158         | 2000 QE51  | 24 ago 2000 | Socorro       | LINEAR          | —         | MPC                           |
| 165159         | 2000 QP55  | 25 ago 2000 | Socorro       | LINEAR          | —         | MPC                           |
| 165160         | 2000 QX62  | 28 ago 2000 | Socorro       | LINEAR          | —         | MPC                           |
| 165161         | 2000 QP69  | 30 ago 2000 | Kitt Peak     | Spacewatch      | —         | MPC                           |
| 165162         | 2000 QS69  | 30 ago 2000 | Kitt Peak     | Spacewatch      | —         | MPC                           |
| 165163         | 2000 QP87  | 25 ago 2000 | Socorro       | LINEAR          | —         | MPC                           |
| 165164         | 2000 QT88  | 25 ago 2000 | Socorro       | LINEAR          | —         | MPC                           |
| 165165         | 2000 QS98  | 28 ago 2000 | Socorro       | LINEAR          | —         | MPC                           |
| 165166         | 2000 QV102 | 28 ago 2000 | Socorro       | LINEAR          | —         | MPC                           |
| 165167         | 2000 QY109 | 28 ago 2000 | Saji          | Saji Obs.       | —         | MPC                           |
| 165168         | 2000 QF110 | 24 ago 2000 | Socorro       | LINEAR          | —         | MPC                           |
| 165169         | 2000 QN110 | 24 ago 2000 | Socorro       | LINEAR          | —         | MPC                           |
| 165170         | 2000 QL113 | 24 ago 2000 | Socorro       | LINEAR          | —         | MPC                           |
| 165171         | 2000 QD119 | 25 ago 2000 | Socorro       | LINEAR          | —         | MPC                           |
| 165172         | 2000 QU124 | 29 ago 2000 | Socorro       | LINEAR          | —         | MPC                           |
| 165173         | 2000 QJ140 | 31 ago 2000 | Socorro       | LINEAR          | —         | MPC                           |
| 165174         | 2000 QF152 | 28 ago 2000 | Socorro       | LINEAR          | —         | MPC                           |
| 165175         | 2000 QN153 | 29 ago 2000 | Socorro       | LINEAR          | —         | MPC                           |
| 165176         | 2000 QU154 | 31 ago 2000 | Socorro       | LINEAR          | —         | MPC                           |
| 165177         | 2000 QT159 | 31 ago 2000 | Socorro       | LINEAR          | —         | MPC                           |
| 165178         | 2000 QO164 | 31 ago 2000 | Socorro       | LINEAR          | —         | MPC                           |
| 165179         | 2000 QK166 | 31 ago 2000 | Socorro       | LINEAR          | —         | MPC                           |
| 165180         | 2000 QB170 | 31 ago 2000 | Socorro       | LINEAR          | —         | MPC                           |
| 165181         | 2000 QV170 | 31 ago 2000 | Socorro       | LINEAR          | —         | MPC                           |
| 165182         | 2000 QV172 | 31 ago 2000 | Socorro       | LINEAR          | —         | MPC                           |
| 165183         | 2000 QN186 | 26 ago 2000 | Socorro       | LINEAR          | —         | MPC                           |
| 165184         | 2000 QH208 | 31 ago 2000 | Socorro       | LINEAR          | —         | MPC                           |
| 165185         | 2000 QB210 | 31 ago 2000 | Socorro       | LINEAR          | —         | MPC                           |
| 165186         | 2000 QQ215 | 31 ago 2000 | Socorro       | LINEAR          | —         | MPC                           |
| 165187         | 2000 QY215 | 31 ago 2000 | Socorro       | LINEAR          | —         | MPC                           |
| 165188         | 2000 QD218 | 31 ago 2000 | Socorro       | LINEAR          | —         | MPC                           |
| 165189         | 2000 QG220 | 21 ago 2000 | Anderson Mesa | LONEOS          | —         | MPC                           |
| 165190         | 2000 QC221 | 21 ago 2000 | Anderson Mesa | LONEOS          | —         | MPC                           |
| 165191         | 2000 QX231 | 29 ago 2000 | Socorro       | LINEAR          | —         | MPC                           |
| 165192 Neugent | 2000 QD235 | 26 ago 2000 | Cerro Tololo  | L. H. Wasserman | —         | MPC                           |
| 165193         | 2000 QT243 | 21 ago 2000 | Anderson Mesa | LONEOS          | —         | MPC                           |
| 165194         | 2000 RD5   | 1 set 2000  | Socorro       | LINEAR          | —         | MPC                           |
| 165195         | 2000 RH16  | 1 set 2000  | Socorro       | LINEAR          | —         | MPC                           |
| 165196         | 2000 RD19  | 1 set 2000  | Socorro       | LINEAR          | —         | MPC                           |
| 165197         | 2000 RU21  | 1 set 2000  | Socorro       | LINEAR          | —         | MPC                           |
| 165198         | 2000 RK24  | 1 set 2000  | Socorro       | LINEAR          | —         | MPC                           |
| 165199         | 2000 RL41  | 3 set 2000  | Socorro       | LINEAR          | —         | MPC                           |
| 165200         | 2000 RK49  | 5 set 2000  | Socorro       | LINEAR          | —         | MPC                           |

## 165201–165300
| Designação | Designação | Descoberta  | Descoberta    | Descobridor(es) | Categoria | Mais informações / Referência |
| Permanente | Provisória | Data        | Local         | Descobridor(es) | Categoria | Mais informações / Referência |
| ---------- | ---------- | ----------- | ------------- | --------------- | --------- | ----------------------------- |
| 165201     | 2000 RW57  | 7 set 2000  | Kitt Peak     | Spacewatch      | —         | MPC                           |
| 165202     | 2000 RV66  | 1 set 2000  | Socorro       | LINEAR          | —         | MPC                           |
| 165203     | 2000 RX72  | 2 set 2000  | Socorro       | LINEAR          | —         | MPC                           |
| 165204     | 2000 RO73  | 2 set 2000  | Socorro       | LINEAR          | —         | MPC                           |
| 165205     | 2000 RL76  | 4 set 2000  | Socorro       | LINEAR          | —         | MPC                           |
| 165206     | 2000 RU85  | 2 set 2000  | Socorro       | LINEAR          | —         | MPC                           |
| 165207     | 2000 RR95  | 4 set 2000  | Anderson Mesa | LONEOS          | —         | MPC                           |
| 165208     | 2000 RB96  | 4 set 2000  | Anderson Mesa | LONEOS          | —         | MPC                           |
| 165209     | 2000 RW100 | 5 set 2000  | Anderson Mesa | LONEOS          | —         | MPC                           |
| 165210     | 2000 SB4   | 21 set 2000 | Socorro       | LINEAR          | —         | MPC                           |
| 165211     | 2000 SP7   | 22 set 2000 | Kitt Peak     | Spacewatch      | —         | MPC                           |
| 165212     | 2000 SX9   | 23 set 2000 | Socorro       | LINEAR          | —         | MPC                           |
| 165213     | 2000 SJ12  | 20 set 2000 | Socorro       | LINEAR          | —         | MPC                           |
| 165214     | 2000 SR29  | 24 set 2000 | Socorro       | LINEAR          | —         | MPC                           |
| 165215     | 2000 SX31  | 24 set 2000 | Socorro       | LINEAR          | —         | MPC                           |
| 165216     | 2000 SN33  | 24 set 2000 | Socorro       | LINEAR          | —         | MPC                           |
| 165217     | 2000 SB37  | 24 set 2000 | Socorro       | LINEAR          | —         | MPC                           |
| 165218     | 2000 SV37  | 24 set 2000 | Socorro       | LINEAR          | —         | MPC                           |
| 165219     | 2000 SQ39  | 24 set 2000 | Socorro       | LINEAR          | —         | MPC                           |
| 165220     | 2000 SZ40  | 24 set 2000 | Socorro       | LINEAR          | —         | MPC                           |
| 165221     | 2000 SP44  | 27 set 2000 | Socorro       | LINEAR          | —         | MPC                           |
| 165222     | 2000 SA45  | 26 set 2000 | Haleakalā     | NEAT            | —         | MPC                           |
| 165223     | 2000 SP48  | 23 set 2000 | Socorro       | LINEAR          | —         | MPC                           |
| 165224     | 2000 SE50  | 23 set 2000 | Socorro       | LINEAR          | —         | MPC                           |
| 165225     | 2000 SL57  | 24 set 2000 | Socorro       | LINEAR          | —         | MPC                           |
| 165226     | 2000 SE59  | 24 set 2000 | Socorro       | LINEAR          | —         | MPC                           |
| 165227     | 2000 SP62  | 24 set 2000 | Socorro       | LINEAR          | —         | MPC                           |
| 165228     | 2000 SY69  | 24 set 2000 | Socorro       | LINEAR          | —         | MPC                           |
| 165229     | 2000 SM79  | 24 set 2000 | Socorro       | LINEAR          | —         | MPC                           |
| 165230     | 2000 SH89  | 24 set 2000 | Socorro       | LINEAR          | —         | MPC                           |
| 165231     | 2000 SW94  | 23 set 2000 | Socorro       | LINEAR          | —         | MPC                           |
| 165232     | 2000 SH102 | 24 set 2000 | Socorro       | LINEAR          | —         | MPC                           |
| 165233     | 2000 SP102 | 24 set 2000 | Socorro       | LINEAR          | —         | MPC                           |
| 165234     | 2000 SP108 | 24 set 2000 | Socorro       | LINEAR          | —         | MPC                           |
| 165235     | 2000 SC110 | 24 set 2000 | Socorro       | LINEAR          | —         | MPC                           |
| 165236     | 2000 SQ113 | 24 set 2000 | Socorro       | LINEAR          | —         | MPC                           |
| 165237     | 2000 SQ115 | 24 set 2000 | Socorro       | LINEAR          | —         | MPC                           |
| 165238     | 2000 SS116 | 24 set 2000 | Socorro       | LINEAR          | —         | MPC                           |
| 165239     | 2000 SA119 | 24 set 2000 | Socorro       | LINEAR          | —         | MPC                           |
| 165240     | 2000 SB120 | 24 set 2000 | Socorro       | LINEAR          | —         | MPC                           |
| 165241     | 2000 SO133 | 23 set 2000 | Socorro       | LINEAR          | —         | MPC                           |
| 165242     | 2000 SS140 | 23 set 2000 | Socorro       | LINEAR          | —         | MPC                           |
| 165243     | 2000 ST147 | 24 set 2000 | Socorro       | LINEAR          | —         | MPC                           |
| 165244     | 2000 SG148 | 24 set 2000 | Socorro       | LINEAR          | —         | MPC                           |
| 165245     | 2000 SN148 | 24 set 2000 | Socorro       | LINEAR          | —         | MPC                           |
| 165246     | 2000 SW148 | 24 set 2000 | Socorro       | LINEAR          | —         | MPC                           |
| 165247     | 2000 SC151 | 24 set 2000 | Socorro       | LINEAR          | —         | MPC                           |
| 165248     | 2000 SD152 | 24 set 2000 | Socorro       | LINEAR          | —         | MPC                           |
| 165249     | 2000 SD154 | 24 set 2000 | Socorro       | LINEAR          | —         | MPC                           |
| 165250     | 2000 SD158 | 27 set 2000 | Socorro       | LINEAR          | —         | MPC                           |
| 165251     | 2000 SA176 | 28 set 2000 | Socorro       | LINEAR          | —         | MPC                           |
| 165252     | 2000 ST182 | 20 set 2000 | Kitt Peak     | Spacewatch      | —         | MPC                           |
| 165253     | 2000 ST193 | 24 set 2000 | Socorro       | LINEAR          | —         | MPC                           |
| 165254     | 2000 SC205 | 24 set 2000 | Socorro       | LINEAR          | —         | MPC                           |
| 165255     | 2000 SN206 | 24 set 2000 | Socorro       | LINEAR          | —         | MPC                           |
| 165256     | 2000 SQ206 | 24 set 2000 | Socorro       | LINEAR          | —         | MPC                           |
| 165257     | 2000 SY206 | 24 set 2000 | Socorro       | LINEAR          | —         | MPC                           |
| 165258     | 2000 SO208 | 25 set 2000 | Socorro       | LINEAR          | —         | MPC                           |
| 165259     | 2000 SM218 | 26 set 2000 | Socorro       | LINEAR          | —         | MPC                           |
| 165260     | 2000 SH220 | 26 set 2000 | Socorro       | LINEAR          | —         | MPC                           |
| 165261     | 2000 SA226 | 27 set 2000 | Socorro       | LINEAR          | —         | MPC                           |
| 165262     | 2000 SD228 | 28 set 2000 | Socorro       | LINEAR          | —         | MPC                           |
| 165263     | 2000 SN228 | 28 set 2000 | Socorro       | LINEAR          | —         | MPC                           |
| 165264     | 2000 SH236 | 24 set 2000 | Socorro       | LINEAR          | —         | MPC                           |
| 165265     | 2000 SW236 | 24 set 2000 | Socorro       | LINEAR          | —         | MPC                           |
| 165266     | 2000 SY240 | 27 set 2000 | Socorro       | LINEAR          | —         | MPC                           |
| 165267     | 2000 SO243 | 24 set 2000 | Socorro       | LINEAR          | —         | MPC                           |
| 165268     | 2000 ST250 | 24 set 2000 | Socorro       | LINEAR          | —         | MPC                           |
| 165269     | 2000 SE251 | 24 set 2000 | Socorro       | LINEAR          | —         | MPC                           |
| 165270     | 2000 SJ255 | 24 set 2000 | Socorro       | LINEAR          | —         | MPC                           |
| 165271     | 2000 SQ259 | 24 set 2000 | Socorro       | LINEAR          | —         | MPC                           |
| 165272     | 2000 SP264 | 26 set 2000 | Socorro       | LINEAR          | —         | MPC                           |
| 165273     | 2000 SM269 | 27 set 2000 | Socorro       | LINEAR          | —         | MPC                           |
| 165274     | 2000 SH271 | 27 set 2000 | Socorro       | LINEAR          | —         | MPC                           |
| 165275     | 2000 SP272 | 28 set 2000 | Socorro       | LINEAR          | —         | MPC                           |
| 165276     | 2000 SJ280 | 30 set 2000 | Socorro       | LINEAR          | —         | MPC                           |
| 165277     | 2000 ST298 | 28 set 2000 | Socorro       | LINEAR          | —         | MPC                           |
| 165278     | 2000 SG302 | 28 set 2000 | Socorro       | LINEAR          | —         | MPC                           |
| 165279     | 2000 SK304 | 30 set 2000 | Socorro       | LINEAR          | —         | MPC                           |
| 165280     | 2000 SO305 | 30 set 2000 | Socorro       | LINEAR          | —         | MPC                           |
| 165281     | 2000 SS326 | 29 set 2000 | Kitt Peak     | Spacewatch      | —         | MPC                           |
| 165282     | 2000 SW326 | 29 set 2000 | Kitt Peak     | Spacewatch      | —         | MPC                           |
| 165283     | 2000 ST327 | 30 set 2000 | Socorro       | LINEAR          | —         | MPC                           |
| 165284     | 2000 ST341 | 24 set 2000 | Socorro       | LINEAR          | —         | MPC                           |
| 165285     | 2000 SX341 | 24 set 2000 | Kitt Peak     | Spacewatch      | Mitidika  | MPC                           |
| 165286     | 2000 SS343 | 23 set 2000 | Socorro       | LINEAR          | —         | MPC                           |
| 165287     | 2000 SK353 | 30 set 2000 | Anderson Mesa | LONEOS          | —         | MPC                           |
| 165288     | 2000 SN355 | 29 set 2000 | Anderson Mesa | LONEOS          | —         | MPC                           |
| 165289     | 2000 SA356 | 29 set 2000 | Anderson Mesa | LONEOS          | —         | MPC                           |
| 165290     | 2000 SV361 | 23 set 2000 | Anderson Mesa | LONEOS          | —         | MPC                           |
| 165291     | 2000 SB365 | 21 set 2000 | Anderson Mesa | LONEOS          | —         | MPC                           |
| 165292     | 2000 SZ367 | 24 set 2000 | Socorro       | LINEAR          | —         | MPC                           |
| 165293     | 2000 TU8   | 1 out 2000  | Socorro       | LINEAR          | —         | MPC                           |
| 165294     | 2000 TG15  | 1 out 2000  | Socorro       | LINEAR          | —         | MPC                           |
| 165295     | 2000 TR15  | 1 out 2000  | Socorro       | LINEAR          | —         | MPC                           |
| 165296     | 2000 TC23  | 1 out 2000  | Socorro       | LINEAR          | —         | MPC                           |
| 165297     | 2000 TA36  | 6 out 2000  | Anderson Mesa | LONEOS          | —         | MPC                           |
| 165298     | 2000 TA40  | 1 out 2000  | Socorro       | LINEAR          | —         | MPC                           |
| 165299     | 2000 TF47  | 1 out 2000  | Anderson Mesa | LONEOS          | —         | MPC                           |
| 165300     | 2000 TY66  | 2 out 2000  | Socorro       | LINEAR          | —         | MPC                           |

## 165301–165400
| Designação       | Designação | Descoberta  | Descoberta    | Descobridor(es) | Categoria | Mais informações / Referência |
| Permanente       | Provisória | Data        | Local         | Descobridor(es) | Categoria | Mais informações / Referência |
| ---------------- | ---------- | ----------- | ------------- | --------------- | --------- | ----------------------------- |
| 165301           | 2000 US3   | 24 out 2000 | Socorro       | LINEAR          | —         | MPC                           |
| 165302           | 2000 UK10  | 24 out 2000 | Socorro       | LINEAR          | —         | MPC                           |
| 165303           | 2000 UO20  | 24 out 2000 | Socorro       | LINEAR          | —         | MPC                           |
| 165304           | 2000 UV20  | 24 out 2000 | Socorro       | LINEAR          | —         | MPC                           |
| 165305           | 2000 UO22  | 24 out 2000 | Socorro       | LINEAR          | —         | MPC                           |
| 165306           | 2000 US23  | 24 out 2000 | Socorro       | LINEAR          | —         | MPC                           |
| 165307           | 2000 UC25  | 24 out 2000 | Socorro       | LINEAR          | —         | MPC                           |
| 165308           | 2000 UY26  | 24 out 2000 | Socorro       | LINEAR          | —         | MPC                           |
| 165309           | 2000 UU28  | 30 out 2000 | Socorro       | LINEAR          | —         | MPC                           |
| 165310           | 2000 UP36  | 24 out 2000 | Socorro       | LINEAR          | —         | MPC                           |
| 165311           | 2000 UE46  | 24 out 2000 | Socorro       | LINEAR          | —         | MPC                           |
| 165312           | 2000 UH51  | 24 out 2000 | Socorro       | LINEAR          | —         | MPC                           |
| 165313           | 2000 US54  | 24 out 2000 | Socorro       | LINEAR          | —         | MPC                           |
| 165314           | 2000 UC57  | 25 out 2000 | Socorro       | LINEAR          | —         | MPC                           |
| 165315           | 2000 UT57  | 25 out 2000 | Socorro       | LINEAR          | —         | MPC                           |
| 165316           | 2000 UU65  | 25 out 2000 | Socorro       | LINEAR          | —         | MPC                           |
| 165317           | 2000 UT71  | 25 out 2000 | Socorro       | LINEAR          | —         | MPC                           |
| 165318           | 2000 UH72  | 25 out 2000 | Socorro       | LINEAR          | —         | MPC                           |
| 165319           | 2000 UJ72  | 25 out 2000 | Socorro       | LINEAR          | —         | MPC                           |
| 165320           | 2000 UX72  | 25 out 2000 | Socorro       | LINEAR          | —         | MPC                           |
| 165321           | 2000 UC74  | 27 out 2000 | Socorro       | LINEAR          | —         | MPC                           |
| 165322           | 2000 UN77  | 24 out 2000 | Socorro       | LINEAR          | —         | MPC                           |
| 165323           | 2000 UD78  | 24 out 2000 | Socorro       | LINEAR          | —         | MPC                           |
| 165324           | 2000 UK80  | 24 out 2000 | Socorro       | LINEAR          | —         | MPC                           |
| 165325           | 2000 UU87  | 31 out 2000 | Socorro       | LINEAR          | —         | MPC                           |
| 165326           | 2000 UB91  | 25 out 2000 | Socorro       | LINEAR          | —         | MPC                           |
| 165327           | 2000 UQ91  | 25 out 2000 | Socorro       | LINEAR          | —         | MPC                           |
| 165328           | 2000 UY92  | 25 out 2000 | Socorro       | LINEAR          | —         | MPC                           |
| 165329           | 2000 UV96  | 25 out 2000 | Socorro       | LINEAR          | —         | MPC                           |
| 165330           | 2000 UM105 | 29 out 2000 | Socorro       | LINEAR          | —         | MPC                           |
| 165331           | 2000 UX106 | 30 out 2000 | Socorro       | LINEAR          | —         | MPC                           |
| 165332           | 2000 VS    | 1 nov 2000  | Kitt Peak     | Spacewatch      | —         | MPC                           |
| 165333           | 2000 VT5   | 1 nov 2000  | Socorro       | LINEAR          | —         | MPC                           |
| 165334           | 2000 VX6   | 1 nov 2000  | Socorro       | LINEAR          | —         | MPC                           |
| 165335           | 2000 VZ11  | 1 nov 2000  | Socorro       | LINEAR          | —         | MPC                           |
| 165336           | 2000 VS15  | 1 nov 2000  | Socorro       | LINEAR          | —         | MPC                           |
| 165337           | 2000 VX16  | 1 nov 2000  | Socorro       | LINEAR          | —         | MPC                           |
| 165338           | 2000 VC17  | 1 nov 2000  | Socorro       | LINEAR          | —         | MPC                           |
| 165339           | 2000 VA18  | 1 nov 2000  | Socorro       | LINEAR          | —         | MPC                           |
| 165340           | 2000 VC24  | 1 nov 2000  | Socorro       | LINEAR          | Mitidika  | MPC                           |
| 165341           | 2000 VN30  | 1 nov 2000  | Socorro       | LINEAR          | —         | MPC                           |
| 165342           | 2000 VA31  | 1 nov 2000  | Socorro       | LINEAR          | Mitidika  | MPC                           |
| 165343           | 2000 VJ37  | 1 nov 2000  | Socorro       | LINEAR          | —         | MPC                           |
| 165344           | 2000 VB47  | 3 nov 2000  | Socorro       | LINEAR          | —         | MPC                           |
| 165345           | 2000 VF52  | 3 nov 2000  | Socorro       | LINEAR          | —         | MPC                           |
| 165346           | 2000 VH53  | 3 nov 2000  | Socorro       | LINEAR          | —         | MPC                           |
| 165347 Philplait | 2000 WG11  | 23 nov 2000 | Junk Bond     | J. Medkeff      | —         | MPC                           |
| 165348           | 2000 WO14  | 20 nov 2000 | Socorro       | LINEAR          | —         | MPC                           |
| 165349           | 2000 WL16  | 21 nov 2000 | Socorro       | LINEAR          | —         | MPC                           |
| 165350           | 2000 WW16  | 21 nov 2000 | Socorro       | LINEAR          | Mitidika  | MPC                           |
| 165351           | 2000 WY21  | 20 nov 2000 | Socorro       | LINEAR          | —         | MPC                           |
| 165352           | 2000 WQ26  | 25 nov 2000 | Socorro       | LINEAR          | —         | MPC                           |
| 165353           | 2000 WR48  | 21 nov 2000 | Socorro       | LINEAR          | —         | MPC                           |
| 165354           | 2000 WU48  | 21 nov 2000 | Socorro       | LINEAR          | —         | MPC                           |
| 165355           | 2000 WC58  | 21 nov 2000 | Socorro       | LINEAR          | —         | MPC                           |
| 165356           | 2000 WE69  | 19 nov 2000 | Socorro       | LINEAR          | —         | MPC                           |
| 165357           | 2000 WJ74  | 20 nov 2000 | Socorro       | LINEAR          | —         | MPC                           |
| 165358           | 2000 WV74  | 20 nov 2000 | Socorro       | LINEAR          | —         | MPC                           |
| 165359           | 2000 WS75  | 20 nov 2000 | Socorro       | LINEAR          | —         | MPC                           |
| 165360           | 2000 WA77  | 20 nov 2000 | Socorro       | LINEAR          | —         | MPC                           |
| 165361           | 2000 WZ87  | 20 nov 2000 | Socorro       | LINEAR          | —         | MPC                           |
| 165362           | 2000 WY90  | 21 nov 2000 | Socorro       | LINEAR          | —         | MPC                           |
| 165363           | 2000 WH91  | 21 nov 2000 | Socorro       | LINEAR          | —         | MPC                           |
| 165364           | 2000 WM96  | 21 nov 2000 | Socorro       | LINEAR          | Chloris   | MPC                           |
| 165365           | 2000 WA102 | 26 nov 2000 | Socorro       | LINEAR          | —         | MPC                           |
| 165366           | 2000 WF104 | 27 nov 2000 | Socorro       | LINEAR          | —         | MPC                           |
| 165367           | 2000 WY104 | 25 nov 2000 | Kitt Peak     | Spacewatch      | —         | MPC                           |
| 165368           | 2000 WH105 | 27 nov 2000 | Kitt Peak     | Spacewatch      | Mitidika  | MPC                           |
| 165369           | 2000 WJ106 | 28 nov 2000 | Haleakalā     | NEAT            | —         | MPC                           |
| 165370           | 2000 WW110 | 20 nov 2000 | Socorro       | LINEAR          | —         | MPC                           |
| 165371           | 2000 WZ110 | 20 nov 2000 | Socorro       | LINEAR          | —         | MPC                           |
| 165372           | 2000 WT111 | 20 nov 2000 | Socorro       | LINEAR          | —         | MPC                           |
| 165373           | 2000 WV111 | 20 nov 2000 | Socorro       | LINEAR          | —         | MPC                           |
| 165374           | 2000 WB114 | 20 nov 2000 | Socorro       | LINEAR          | —         | MPC                           |
| 165375           | 2000 WL119 | 20 nov 2000 | Socorro       | LINEAR          | —         | MPC                           |
| 165376           | 2000 WD120 | 20 nov 2000 | Socorro       | LINEAR          | —         | MPC                           |
| 165377           | 2000 WR136 | 20 nov 2000 | Socorro       | LINEAR          | —         | MPC                           |
| 165378           | 2000 WN139 | 21 nov 2000 | Socorro       | LINEAR          | —         | MPC                           |
| 165379           | 2000 WA144 | 21 nov 2000 | Socorro       | LINEAR          | —         | MPC                           |
| 165380           | 2000 WF146 | 23 nov 2000 | Haleakalā     | NEAT            | —         | MPC                           |
| 165381           | 2000 WD156 | 30 nov 2000 | Socorro       | LINEAR          | —         | MPC                           |
| 165382           | 2000 WN156 | 30 nov 2000 | Socorro       | LINEAR          | —         | MPC                           |
| 165383           | 2000 WA173 | 25 nov 2000 | Anderson Mesa | LONEOS          | —         | MPC                           |
| 165384           | 2000 WU175 | 26 nov 2000 | Kitt Peak     | Spacewatch      | Mitidika  | MPC                           |
| 165385           | 2000 WY176 | 27 nov 2000 | Socorro       | LINEAR          | —         | MPC                           |
| 165386           | 2000 WC178 | 28 nov 2000 | Kitt Peak     | Spacewatch      | —         | MPC                           |
| 165387           | 2000 WF187 | 18 nov 2000 | Anderson Mesa | LONEOS          | —         | MPC                           |
| 165388           | 2000 WV187 | 16 nov 2000 | Anderson Mesa | LONEOS          | —         | MPC                           |
| 165389           | 2000 WC188 | 16 nov 2000 | Anderson Mesa | LONEOS          | —         | MPC                           |
| 165390           | 2000 XK2   | 1 dez 2000  | Bohyunsan     | Bohyunsan Obs.  | —         | MPC                           |
| 165391           | 2000 XB4   | 1 dez 2000  | Socorro       | LINEAR          | —         | MPC                           |
| 165392           | 2000 XT5   | 1 dez 2000  | Socorro       | LINEAR          | —         | MPC                           |
| 165393           | 2000 XY11  | 4 dez 2000  | Socorro       | LINEAR          | —         | MPC                           |
| 165394           | 2000 XC15  | 5 dez 2000  | Socorro       | LINEAR          | —         | MPC                           |
| 165395           | 2000 XN16  | 1 dez 2000  | Socorro       | LINEAR          | —         | MPC                           |
| 165396           | 2000 XX16  | 1 dez 2000  | Socorro       | LINEAR          | —         | MPC                           |
| 165397           | 2000 XN18  | 4 dez 2000  | Socorro       | LINEAR          | —         | MPC                           |
| 165398           | 2000 XE23  | 4 dez 2000  | Socorro       | LINEAR          | —         | MPC                           |
| 165399           | 2000 XK28  | 4 dez 2000  | Socorro       | LINEAR          | —         | MPC                           |
| 165400           | 2000 XK32  | 4 dez 2000  | Socorro       | LINEAR          | —         | MPC                           |

## 165401–165500
| Designação | Designação | Descoberta  | Descoberta    | Descobridor(es)       | Categoria | Mais informações / Referência |
| Permanente | Provisória | Data        | Local         | Descobridor(es)       | Categoria | Mais informações / Referência |
| ---------- | ---------- | ----------- | ------------- | --------------------- | --------- | ----------------------------- |
| 165401     | 2000 XA33  | 4 dez 2000  | Socorro       | LINEAR                | —         | MPC                           |
| 165402     | 2000 XX34  | 4 dez 2000  | Socorro       | LINEAR                | —         | MPC                           |
| 165403     | 2000 XM43  | 5 dez 2000  | Socorro       | LINEAR                | —         | MPC                           |
| 165404     | 2000 XU44  | 8 dez 2000  | Socorro       | LINEAR                | —         | MPC                           |
| 165405     | 2000 XB48  | 4 dez 2000  | Socorro       | LINEAR                | —         | MPC                           |
| 165406     | 2000 XT53  | 14 dez 2000 | Bohyunsan     | Y.-B. Jeon, B.-C. Lee | Mitidika  | MPC                           |
| 165407     | 2000 YA10  | 20 dez 2000 | Socorro       | LINEAR                | —         | MPC                           |
| 165408     | 2000 YV10  | 22 dez 2000 | Socorro       | LINEAR                | —         | MPC                           |
| 165409     | 2000 YP15  | 26 dez 2000 | Kitt Peak     | Spacewatch            | —         | MPC                           |
| 165410     | 2000 YN19  | 26 dez 2000 | Kitt Peak     | Spacewatch            | —         | MPC                           |
| 165411     | 2000 YJ22  | 27 dez 2000 | Kitt Peak     | Spacewatch            | —         | MPC                           |
| 165412     | 2000 YK24  | 28 dez 2000 | Kitt Peak     | Spacewatch            | —         | MPC                           |
| 165413     | 2000 YD30  | 29 dez 2000 | Haleakalā     | NEAT                  | —         | MPC                           |
| 165414     | 2000 YW30  | 26 dez 2000 | Kitt Peak     | Spacewatch            | —         | MPC                           |
| 165415     | 2000 YK35  | 30 dez 2000 | Socorro       | LINEAR                | —         | MPC                           |
| 165416     | 2000 YF36  | 30 dez 2000 | Socorro       | LINEAR                | —         | MPC                           |
| 165417     | 2000 YK36  | 30 dez 2000 | Socorro       | LINEAR                | Mitidika  | MPC                           |
| 165418     | 2000 YH51  | 30 dez 2000 | Socorro       | LINEAR                | —         | MPC                           |
| 165419     | 2000 YY52  | 30 dez 2000 | Socorro       | LINEAR                | —         | MPC                           |
| 165420     | 2000 YH53  | 30 dez 2000 | Socorro       | LINEAR                | —         | MPC                           |
| 165421     | 2000 YL53  | 30 dez 2000 | Socorro       | LINEAR                | —         | MPC                           |
| 165422     | 2000 YQ53  | 30 dez 2000 | Socorro       | LINEAR                | —         | MPC                           |
| 165423     | 2000 YB54  | 30 dez 2000 | Socorro       | LINEAR                | Mitidika  | MPC                           |
| 165424     | 2000 YF59  | 30 dez 2000 | Socorro       | LINEAR                | —         | MPC                           |
| 165425     | 2000 YK60  | 30 dez 2000 | Socorro       | LINEAR                | —         | MPC                           |
| 165426     | 2000 YO60  | 30 dez 2000 | Socorro       | LINEAR                | —         | MPC                           |
| 165427     | 2000 YF62  | 30 dez 2000 | Socorro       | LINEAR                | —         | MPC                           |
| 165428     | 2000 YR62  | 30 dez 2000 | Socorro       | LINEAR                | —         | MPC                           |
| 165429     | 2000 YW66  | 30 dez 2000 | Kitt Peak     | Spacewatch            | Mitidika  | MPC                           |
| 165430     | 2000 YV69  | 30 dez 2000 | Socorro       | LINEAR                | —         | MPC                           |
| 165431     | 2000 YQ71  | 30 dez 2000 | Socorro       | LINEAR                | —         | MPC                           |
| 165432     | 2000 YA72  | 30 dez 2000 | Socorro       | LINEAR                | —         | MPC                           |
| 165433     | 2000 YD72  | 30 dez 2000 | Socorro       | LINEAR                | —         | MPC                           |
| 165434     | 2000 YC75  | 30 dez 2000 | Socorro       | LINEAR                | —         | MPC                           |
| 165435     | 2000 YO77  | 30 dez 2000 | Socorro       | LINEAR                | Mitidika  | MPC                           |
| 165436     | 2000 YD79  | 30 dez 2000 | Socorro       | LINEAR                | —         | MPC                           |
| 165437     | 2000 YM86  | 30 dez 2000 | Socorro       | LINEAR                | —         | MPC                           |
| 165438     | 2000 YG87  | 30 dez 2000 | Socorro       | LINEAR                | Mitidika  | MPC                           |
| 165439     | 2000 YK87  | 30 dez 2000 | Socorro       | LINEAR                | —         | MPC                           |
| 165440     | 2000 YD92  | 30 dez 2000 | Socorro       | LINEAR                | —         | MPC                           |
| 165441     | 2000 YY95  | 30 dez 2000 | Socorro       | LINEAR                | —         | MPC                           |
| 165442     | 2000 YA99  | 30 dez 2000 | Socorro       | LINEAR                | Mitidika  | MPC                           |
| 165443     | 2000 YA102 | 28 dez 2000 | Socorro       | LINEAR                | —         | MPC                           |
| 165444     | 2000 YK104 | 28 dez 2000 | Socorro       | LINEAR                | —         | MPC                           |
| 165445     | 2000 YM106 | 30 dez 2000 | Socorro       | LINEAR                | —         | MPC                           |
| 165446     | 2000 YG108 | 30 dez 2000 | Socorro       | LINEAR                | —         | MPC                           |
| 165447     | 2000 YV108 | 30 dez 2000 | Socorro       | LINEAR                | —         | MPC                           |
| 165448     | 2000 YN111 | 30 dez 2000 | Socorro       | LINEAR                | —         | MPC                           |
| 165449     | 2000 YR111 | 30 dez 2000 | Socorro       | LINEAR                | —         | MPC                           |
| 165450     | 2000 YB114 | 30 dez 2000 | Socorro       | LINEAR                | —         | MPC                           |
| 165451     | 2000 YN115 | 30 dez 2000 | Socorro       | LINEAR                | —         | MPC                           |
| 165452     | 2000 YA116 | 30 dez 2000 | Socorro       | LINEAR                | —         | MPC                           |
| 165453     | 2000 YC118 | 30 dez 2000 | Socorro       | LINEAR                | —         | MPC                           |
| 165454     | 2000 YT119 | 17 dez 2000 | Kitt Peak     | Spacewatch            | —         | MPC                           |
| 165455     | 2000 YU119 | 17 dez 2000 | Kitt Peak     | Spacewatch            | —         | MPC                           |
| 165456     | 2000 YL125 | 29 dez 2000 | Anderson Mesa | LONEOS                | —         | MPC                           |
| 165457     | 2000 YE127 | 29 dez 2000 | Kitt Peak     | Spacewatch            | —         | MPC                           |
| 165458     | 2000 YV129 | 30 dez 2000 | Socorro       | LINEAR                | —         | MPC                           |
| 165459     | 2000 YC131 | 30 dez 2000 | Socorro       | LINEAR                | Mitidika  | MPC                           |
| 165460     | 2000 YE134 | 31 dez 2000 | Kitt Peak     | Spacewatch            | —         | MPC                           |
| 165461     | 2000 YD137 | 23 dez 2000 | Socorro       | LINEAR                | —         | MPC                           |
| 165462     | 2001 AY2   | 2 jan 2001  | Kitt Peak     | Spacewatch            | —         | MPC                           |
| 165463     | 2001 AK11  | 2 jan 2001  | Socorro       | LINEAR                | —         | MPC                           |
| 165464     | 2001 AY19  | 4 jan 2001  | Socorro       | LINEAR                | —         | MPC                           |
| 165465     | 2001 AS20  | 3 jan 2001  | Socorro       | LINEAR                | —         | MPC                           |
| 165466     | 2001 AF28  | 5 jan 2001  | Socorro       | LINEAR                | —         | MPC                           |
| 165467     | 2001 AA29  | 4 jan 2001  | Socorro       | LINEAR                | —         | MPC                           |
| 165468     | 2001 AC29  | 4 jan 2001  | Socorro       | LINEAR                | —         | MPC                           |
| 165469     | 2001 AL32  | 4 jan 2001  | Socorro       | LINEAR                | —         | MPC                           |
| 165470     | 2001 AC35  | 5 jan 2001  | Socorro       | LINEAR                | —         | MPC                           |
| 165471     | 2001 AP35  | 5 jan 2001  | Socorro       | LINEAR                | —         | MPC                           |
| 165472     | 2001 AC36  | 5 jan 2001  | Socorro       | LINEAR                | —         | MPC                           |
| 165473     | 2001 AX37  | 5 jan 2001  | Socorro       | LINEAR                | —         | MPC                           |
| 165474     | 2001 AR39  | 3 jan 2001  | Socorro       | LINEAR                | —         | MPC                           |
| 165475     | 2001 AZ39  | 3 jan 2001  | Anderson Mesa | LONEOS                | —         | MPC                           |
| 165476     | 2001 AQ40  | 3 jan 2001  | Anderson Mesa | LONEOS                | —         | MPC                           |
| 165477     | 2001 AP44  | 15 jan 2001 | Oizumi        | T. Kobayashi          | —         | MPC                           |
| 165478     | 2001 AQ46  | 15 jan 2001 | Socorro       | LINEAR                | —         | MPC                           |
| 165479     | 2001 AK49  | 15 jan 2001 | Socorro       | LINEAR                | —         | MPC                           |
| 165480     | 2001 AJ50  | 14 jan 2001 | Kitt Peak     | Spacewatch            | —         | MPC                           |
| 165481     | 2001 AX50  | 15 jan 2001 | Kitt Peak     | Spacewatch            | —         | MPC                           |
| 165482     | 2001 BC    | 17 jan 2001 | Oizumi        | T. Kobayashi          | —         | MPC                           |
| 165483     | 2001 BZ12  | 19 jan 2001 | Socorro       | LINEAR                | —         | MPC                           |
| 165484     | 2001 BO19  | 19 jan 2001 | Socorro       | LINEAR                | —         | MPC                           |
| 165485     | 2001 BU19  | 19 jan 2001 | Socorro       | LINEAR                | Mitidika  | MPC                           |
| 165486     | 2001 BR20  | 19 jan 2001 | Socorro       | LINEAR                | —         | MPC                           |
| 165487     | 2001 BS20  | 19 jan 2001 | Socorro       | LINEAR                | —         | MPC                           |
| 165488     | 2001 BK22  | 20 jan 2001 | Socorro       | LINEAR                | —         | MPC                           |
| 165489     | 2001 BQ23  | 20 jan 2001 | Socorro       | LINEAR                | —         | MPC                           |
| 165490     | 2001 BQ28  | 20 jan 2001 | Socorro       | LINEAR                | —         | MPC                           |
| 165491     | 2001 BA31  | 20 jan 2001 | Socorro       | LINEAR                | —         | MPC                           |
| 165492     | 2001 BL31  | 20 jan 2001 | Socorro       | LINEAR                | —         | MPC                           |
| 165493     | 2001 BP32  | 20 jan 2001 | Socorro       | LINEAR                | —         | MPC                           |
| 165494     | 2001 BD42  | 25 jan 2001 | Socorro       | LINEAR                | —         | MPC                           |
| 165495     | 2001 BY47  | 21 jan 2001 | Socorro       | LINEAR                | —         | MPC                           |
| 165496     | 2001 BH49  | 21 jan 2001 | Socorro       | LINEAR                | —         | MPC                           |
| 165497     | 2001 BC53  | 17 jan 2001 | Haleakalā     | NEAT                  | —         | MPC                           |
| 165498     | 2001 BH53  | 17 jan 2001 | Haleakala     | NEAT                  | —         | MPC                           |
| 165499     | 2001 BN53  | 17 jan 2001 | Haleakala     | NEAT                  | —         | MPC                           |
| 165500     | 2001 BC57  | 19 jan 2001 | Haleakala     | NEAT                  | —         | MPC                           |

## 165501–165600
| Designação    | Designação | Descoberta  | Descoberta    | Descobridor(es) | Categoria | Mais informações / Referência |
| Permanente    | Provisória | Data        | Local         | Descobridor(es) | Categoria | Mais informações / Referência |
| ------------- | ---------- | ----------- | ------------- | --------------- | --------- | ----------------------------- |
| 165501        | 2001 BH65  | 26 jan 2001 | Socorro       | LINEAR          | Phocaea   | MPC                           |
| 165502        | 2001 BY67  | 31 jan 2001 | Socorro       | LINEAR          | —         | MPC                           |
| 165503        | 2001 BF69  | 31 jan 2001 | Socorro       | LINEAR          | —         | MPC                           |
| 165504        | 2001 BS72  | 27 jan 2001 | Haleakalā     | NEAT            | —         | MPC                           |
| 165505        | 2001 BV76  | 26 jan 2001 | Socorro       | LINEAR          | —         | MPC                           |
| 165506        | 2001 BN79  | 21 jan 2001 | Socorro       | LINEAR          | Mitidika  | MPC                           |
| 165507        | 2001 CO1   | 1 fev 2001  | Socorro       | LINEAR          | —         | MPC                           |
| 165508        | 2001 CA3   | 1 fev 2001  | Socorro       | LINEAR          | —         | MPC                           |
| 165509        | 2001 CO4   | 1 fev 2001  | Socorro       | LINEAR          | —         | MPC                           |
| 165510        | 2001 CF5   | 1 fev 2001  | Socorro       | LINEAR          | —         | MPC                           |
| 165511        | 2001 CN6   | 1 fev 2001  | Socorro       | LINEAR          | —         | MPC                           |
| 165512        | 2001 CQ6   | 1 fev 2001  | Socorro       | LINEAR          | —         | MPC                           |
| 165513        | 2001 CT8   | 1 fev 2001  | Socorro       | LINEAR          | —         | MPC                           |
| 165514        | 2001 CA11  | 1 fev 2001  | Socorro       | LINEAR          | —         | MPC                           |
| 165515        | 2001 CH11  | 1 fev 2001  | Socorro       | LINEAR          | —         | MPC                           |
| 165516        | 2001 CA14  | 1 fev 2001  | Socorro       | LINEAR          | —         | MPC                           |
| 165517        | 2001 CZ14  | 1 fev 2001  | Socorro       | LINEAR          | —         | MPC                           |
| 165518        | 2001 CT16  | 1 fev 2001  | Socorro       | LINEAR          | —         | MPC                           |
| 165519        | 2001 CV17  | 1 fev 2001  | Socorro       | LINEAR          | —         | MPC                           |
| 165520        | 2001 CX18  | 2 fev 2001  | Socorro       | LINEAR          | —         | MPC                           |
| 165521        | 2001 CC19  | 2 fev 2001  | Socorro       | LINEAR          | —         | MPC                           |
| 165522        | 2001 CD20  | 3 fev 2001  | Socorro       | LINEAR          | —         | MPC                           |
| 165523        | 2001 CF20  | 3 fev 2001  | Socorro       | LINEAR          | —         | MPC                           |
| 165524        | 2001 CM22  | 1 fev 2001  | Anderson Mesa | LONEOS          | —         | MPC                           |
| 165525        | 2001 CK23  | 1 fev 2001  | Anderson Mesa | LONEOS          | —         | MPC                           |
| 165526        | 2001 CQ23  | 1 fev 2001  | Anderson Mesa | LONEOS          | —         | MPC                           |
| 165527        | 2001 CY23  | 1 fev 2001  | Anderson Mesa | LONEOS          | —         | MPC                           |
| 165528        | 2001 CK28  | 2 fev 2001  | Anderson Mesa | LONEOS          | —         | MPC                           |
| 165529        | 2001 CE33  | 13 fev 2001 | Socorro       | LINEAR          | —         | MPC                           |
| 165530        | 2001 CG33  | 13 fev 2001 | Socorro       | LINEAR          | —         | MPC                           |
| 165531        | 2001 CD37  | 15 fev 2001 | Nogales       | Tenagra II Obs. | Vesta     | MPC                           |
| 165532        | 2001 CG40  | 13 fev 2001 | Socorro       | LINEAR          | —         | MPC                           |
| 165533        | 2001 CB47  | 13 fev 2001 | Kitt Peak     | Spacewatch      | —         | MPC                           |
| 165534        | 2001 CC47  | 13 fev 2001 | Kitt Peak     | Spacewatch      | —         | MPC                           |
| 165535        | 2001 DZ    | 16 fev 2001 | Nogales       | Tenagra II Obs. | —         | MPC                           |
| 165536        | 2001 DC6   | 16 fev 2001 | Socorro       | LINEAR          | —         | MPC                           |
| 165537        | 2001 DN9   | 16 fev 2001 | Socorro       | LINEAR          | —         | MPC                           |
| 165538        | 2001 DV9   | 16 fev 2001 | Socorro       | LINEAR          | —         | MPC                           |
| 165539        | 2001 DQ14  | 17 fev 2001 | Nogales       | Tenagra II Obs. | —         | MPC                           |
| 165540        | 2001 DV19  | 16 fev 2001 | Socorro       | LINEAR          | —         | MPC                           |
| 165541        | 2001 DS20  | 16 fev 2001 | Socorro       | LINEAR          | —         | MPC                           |
| 165542        | 2001 DY22  | 17 fev 2001 | Socorro       | LINEAR          | —         | MPC                           |
| 165543        | 2001 DK29  | 17 fev 2001 | Socorro       | LINEAR          | —         | MPC                           |
| 165544        | 2001 DE30  | 17 fev 2001 | Socorro       | LINEAR          | —         | MPC                           |
| 165545        | 2001 DE36  | 19 fev 2001 | Socorro       | LINEAR          | —         | MPC                           |
| 165546        | 2001 DL36  | 19 fev 2001 | Socorro       | LINEAR          | —         | MPC                           |
| 165547        | 2001 DM37  | 19 fev 2001 | Socorro       | LINEAR          | Mitidika  | MPC                           |
| 165548        | 2001 DO37  | 19 fev 2001 | Socorro       | LINEAR          | —         | MPC                           |
| 165549        | 2001 DM39  | 19 fev 2001 | Socorro       | LINEAR          | —         | MPC                           |
| 165550        | 2001 DH40  | 19 fev 2001 | Socorro       | LINEAR          | —         | MPC                           |
| 165551        | 2001 DZ40  | 19 fev 2001 | Socorro       | LINEAR          | Vesta     | MPC                           |
| 165552        | 2001 DS42  | 19 fev 2001 | Socorro       | LINEAR          | —         | MPC                           |
| 165553        | 2001 DZ43  | 19 fev 2001 | Socorro       | LINEAR          | —         | MPC                           |
| 165554        | 2001 DA44  | 19 fev 2001 | Socorro       | LINEAR          | —         | MPC                           |
| 165555        | 2001 DD44  | 19 fev 2001 | Socorro       | LINEAR          | —         | MPC                           |
| 165556        | 2001 DO45  | 19 fev 2001 | Socorro       | LINEAR          | —         | MPC                           |
| 165557        | 2001 DR46  | 19 fev 2001 | Socorro       | LINEAR          | —         | MPC                           |
| 165558        | 2001 DN47  | 17 fev 2001 | Kitt Peak     | Spacewatch      | —         | MPC                           |
| 165559        | 2001 DL48  | 16 fev 2001 | Socorro       | LINEAR          | —         | MPC                           |
| 165560        | 2001 DJ51  | 16 fev 2001 | Socorro       | LINEAR          | Phocaea   | MPC                           |
| 165561        | 2001 DV52  | 17 fev 2001 | Socorro       | LINEAR          | —         | MPC                           |
| 165562        | 2001 DD57  | 16 fev 2001 | Kitt Peak     | Spacewatch      | —         | MPC                           |
| 165563        | 2001 DK57  | 16 fev 2001 | Kitt Peak     | Spacewatch      | —         | MPC                           |
| 165564        | 2001 DF62  | 19 fev 2001 | Socorro       | LINEAR          | —         | MPC                           |
| 165565        | 2001 DL66  | 19 fev 2001 | Socorro       | LINEAR          | —         | MPC                           |
| 165566        | 2001 DA81  | 26 fev 2001 | Oizumi        | T. Kobayashi    | —         | MPC                           |
| 165567        | 2001 DU82  | 22 fev 2001 | Kitt Peak     | Spacewatch      | —         | MPC                           |
| 165568        | 2001 DG83  | 22 fev 2001 | Kitt Peak     | Spacewatch      | —         | MPC                           |
| 165569        | 2001 DG91  | 20 fev 2001 | Socorro       | LINEAR          | Vesta     | MPC                           |
| 165570        | 2001 DX91  | 20 fev 2001 | Kitt Peak     | Spacewatch      | Eos       | MPC                           |
| 165571        | 2001 DE92  | 20 fev 2001 | Kitt Peak     | Spacewatch      | —         | MPC                           |
| 165572        | 2001 DL97  | 17 fev 2001 | Socorro       | LINEAR          | —         | MPC                           |
| 165573        | 2001 DE102 | 16 fev 2001 | Socorro       | LINEAR          | —         | MPC                           |
| 165574 Deidre | 2001 DH105 | 16 fev 2001 | Anderson Mesa | LONEOS          | —         | MPC                           |
| 165575        | 2001 DR107 | 20 fev 2001 | Kitt Peak     | Spacewatch      | —         | MPC                           |
| 165576        | 2001 DC108 | 16 fev 2001 | Anderson Mesa | LONEOS          | —         | MPC                           |
| 165577        | 2001 EA    | 2 mar 2001  | Haleakalā     | NEAT            | —         | MPC                           |
| 165578        | 2001 EZ2   | 3 mar 2001  | Kitt Peak     | Spacewatch      | —         | MPC                           |
| 165579        | 2001 EA4   | 2 mar 2001  | Anderson Mesa | LONEOS          | —         | MPC                           |
| 165580        | 2001 ES9   | 2 mar 2001  | Anderson Mesa | LONEOS          | —         | MPC                           |
| 165581        | 2001 ER14  | 15 mar 2001 | Socorro       | LINEAR          | Phocaea   | MPC                           |
| 165582        | 2001 EA17  | 3 mar 2001  | Socorro       | LINEAR          | —         | MPC                           |
| 165583        | 2001 EF22  | 15 mar 2001 | Anderson Mesa | LONEOS          | —         | MPC                           |
| 165584        | 2001 EX22  | 15 mar 2001 | Kitt Peak     | Spacewatch      | —         | MPC                           |
| 165585        | 2001 EY22  | 15 mar 2001 | Kitt Peak     | Spacewatch      | —         | MPC                           |
| 165586        | 2001 FH8   | 18 mar 2001 | Socorro       | LINEAR          | —         | MPC                           |
| 165587        | 2001 FW9   | 20 mar 2001 | Eskridge      | G. Hug          | —         | MPC                           |
| 165588        | 2001 FG18  | 19 mar 2001 | Anderson Mesa | LONEOS          | —         | MPC                           |
| 165589        | 2001 FQ22  | 21 mar 2001 | Anderson Mesa | LONEOS          | —         | MPC                           |
| 165590        | 2001 FY23  | 19 mar 2001 | Socorro       | LINEAR          | —         | MPC                           |
| 165591        | 2001 FU28  | 19 mar 2001 | Socorro       | LINEAR          | —         | MPC                           |
| 165592        | 2001 FJ30  | 20 mar 2001 | Haleakalā     | NEAT            | —         | MPC                           |
| 165593        | 2001 FU31  | 22 mar 2001 | Kitt Peak     | Spacewatch      | —         | MPC                           |
| 165594        | 2001 FT40  | 18 mar 2001 | Socorro       | LINEAR          | —         | MPC                           |
| 165595        | 2001 FV40  | 18 mar 2001 | Socorro       | LINEAR          | —         | MPC                           |
| 165596        | 2001 FA41  | 18 mar 2001 | Socorro       | LINEAR          | —         | MPC                           |
| 165597        | 2001 FL43  | 18 mar 2001 | Socorro       | LINEAR          | Phocaea   | MPC                           |
| 165598        | 2001 FB46  | 18 mar 2001 | Socorro       | LINEAR          | —         | MPC                           |
| 165599        | 2001 FT47  | 18 mar 2001 | Socorro       | LINEAR          | —         | MPC                           |
| 165600        | 2001 FW49  | 18 mar 2001 | Socorro       | LINEAR          | —         | MPC                           |

## 165601–165700
| Designação          | Designação | Descoberta  | Descoberta        | Descobridor(es)          | Categoria | Mais informações / Referência |
| Permanente          | Provisória | Data        | Local             | Descobridor(es)          | Categoria | Mais informações / Referência |
| ------------------- | ---------- | ----------- | ----------------- | ------------------------ | --------- | ----------------------------- |
| 165601              | 2001 FK51  | 18 mar 2001 | Socorro           | LINEAR                   | —         | MPC                           |
| 165602              | 2001 FH55  | 21 mar 2001 | Socorro           | LINEAR                   | —         | MPC                           |
| 165603              | 2001 FM57  | 23 mar 2001 | Haleakalā         | NEAT                     | —         | MPC                           |
| 165604              | 2001 FC59  | 19 mar 2001 | Socorro           | LINEAR                   | —         | MPC                           |
| 165605              | 2001 FQ61  | 19 mar 2001 | Socorro           | LINEAR                   | —         | MPC                           |
| 165606              | 2001 FJ64  | 19 mar 2001 | Socorro           | LINEAR                   | Phocaea   | MPC                           |
| 165607              | 2001 FS66  | 19 mar 2001 | Socorro           | LINEAR                   | —         | MPC                           |
| 165608              | 2001 FX67  | 19 mar 2001 | Socorro           | LINEAR                   | —         | MPC                           |
| 165609              | 2001 FN69  | 19 mar 2001 | Socorro           | LINEAR                   | Phocaea   | MPC                           |
| 165610              | 2001 FU82  | 23 mar 2001 | Socorro           | LINEAR                   | —         | MPC                           |
| 165611              | 2001 FC84  | 26 mar 2001 | Kitt Peak         | Spacewatch               | —         | MPC                           |
| 165612 Stackpole    | 2001 FP86  | 23 mar 2001 | Junk Bond         | D. Healy                 | —         | MPC                           |
| 165613              | 2001 FH89  | 27 mar 2001 | Kitt Peak         | Spacewatch               | —         | MPC                           |
| 165614              | 2001 FC96  | 16 mar 2001 | Socorro           | LINEAR                   | —         | MPC                           |
| 165615              | 2001 FD99  | 16 mar 2001 | Socorro           | LINEAR                   | Eos       | MPC                           |
| 165616              | 2001 FF102 | 17 mar 2001 | Socorro           | LINEAR                   | —         | MPC                           |
| 165617              | 2001 FS102 | 18 mar 2001 | Kitt Peak         | Spacewatch               | —         | MPC                           |
| 165618              | 2001 FE106 | 18 mar 2001 | Anderson Mesa     | LONEOS                   | —         | MPC                           |
| 165619              | 2001 FA107 | 18 mar 2001 | Anderson Mesa     | LONEOS                   | —         | MPC                           |
| 165620              | 2001 FF109 | 18 mar 2001 | Socorro           | LINEAR                   | —         | MPC                           |
| 165621              | 2001 FU109 | 18 mar 2001 | Socorro           | LINEAR                   | —         | MPC                           |
| 165622              | 2001 FZ109 | 18 mar 2001 | Socorro           | LINEAR                   | Eos       | MPC                           |
| 165623              | 2001 FZ113 | 19 mar 2001 | Anderson Mesa     | LONEOS                   | —         | MPC                           |
| 165624              | 2001 FQ128 | 19 mar 2001 | Uccle             | T. Pauwels               | —         | MPC                           |
| 165625              | 2001 FA130 | 29 mar 2001 | Socorro           | LINEAR                   | —         | MPC                           |
| 165626              | 2001 FX135 | 21 mar 2001 | Socorro           | LINEAR                   | —         | MPC                           |
| 165627              | 2001 FZ142 | 23 mar 2001 | Haleakalā         | NEAT                     | —         | MPC                           |
| 165628              | 2001 FT146 | 24 mar 2001 | Anderson Mesa     | LONEOS                   | —         | MPC                           |
| 165629              | 2001 FL151 | 24 mar 2001 | Haleakalā         | NEAT                     | —         | MPC                           |
| 165630              | 2001 FC156 | 26 mar 2001 | Haleakala         | NEAT                     | —         | MPC                           |
| 165631              | 2001 FM160 | 29 mar 2001 | Haleakala         | NEAT                     | —         | MPC                           |
| 165632              | 2001 FF163 | 18 mar 2001 | Socorro           | LINEAR                   | —         | MPC                           |
| 165633              | 2001 FR167 | 19 mar 2001 | Anderson Mesa     | LONEOS                   | —         | MPC                           |
| 165634              | 2001 FA171 | 24 mar 2001 | Anderson Mesa     | LONEOS                   | —         | MPC                           |
| 165635              | 2001 FC176 | 16 mar 2001 | Socorro           | LINEAR                   | —         | MPC                           |
| 165636              | 2001 FL180 | 20 mar 2001 | Kitt Peak         | Spacewatch               | —         | MPC                           |
| 165637              | 2001 FA188 | 21 mar 2001 | Kitt Peak         | Spacewatch               | —         | MPC                           |
| 165638              | 2001 FH192 | 21 mar 2001 | Haleakalā         | NEAT                     | —         | MPC                           |
| 165639              | 2001 GO3   | 15 abr 2001 | Socorro           | LINEAR                   | Juno      | MPC                           |
| 165640              | 2001 GO5   | 15 abr 2001 | Kitt Peak         | Spacewatch               | —         | MPC                           |
| 165641              | 2001 GG10  | 15 abr 2001 | Haleakalā         | NEAT                     | Phocaea   | MPC                           |
| 165642              | 2001 GJ11  | 15 abr 2001 | Socorro           | LINEAR                   | —         | MPC                           |
| 165643              | 2001 GK11  | 15 abr 2001 | Socorro           | LINEAR                   | —         | MPC                           |
| 165644              | 2001 HB2   | 17 abr 2001 | Socorro           | LINEAR                   | —         | MPC                           |
| 165645              | 2001 HX17  | 24 abr 2001 | Kitt Peak         | Spacewatch               | —         | MPC                           |
| 165646              | 2001 HP19  | 24 abr 2001 | Kitt Peak         | Spacewatch               | —         | MPC                           |
| 165647              | 2001 HL24  | 27 abr 2001 | Kitt Peak         | Spacewatch               | —         | MPC                           |
| 165648              | 2001 HM25  | 26 abr 2001 | Kitt Peak         | Spacewatch               | —         | MPC                           |
| 165649              | 2001 HC33  | 27 abr 2001 | Socorro           | LINEAR                   | —         | MPC                           |
| 165650              | 2001 HN36  | 29 abr 2001 | Socorro           | LINEAR                   | —         | MPC                           |
| 165651              | 2001 HG42  | 16 abr 2001 | Socorro           | LINEAR                   | Eos       | MPC                           |
| 165652              | 2001 HH44  | 16 abr 2001 | Anderson Mesa     | LONEOS                   | —         | MPC                           |
| 165653              | 2001 JP3   | 15 mai 2001 | Haleakalā         | NEAT                     | —         | MPC                           |
| 165654              | 2001 JE11  | 2 mai 2001  | Kitt Peak         | Spacewatch               | —         | MPC                           |
| 165655              | 2001 KB2   | 19 mai 2001 | Ondřejov          | P. Kušnirák, P. Pravec   | —         | MPC                           |
| 165656              | 2001 KN16  | 18 mai 2001 | Socorro           | LINEAR                   | —         | MPC                           |
| 165657              | 2001 KA18  | 20 mai 2001 | Bergisch Gladbach | W. Bickel                | —         | MPC                           |
| 165658              | 2001 LX5   | 12 jun 2001 | Kitt Peak         | Spacewatch               | —         | MPC                           |
| 165659 Michaelhicks | 2001 LZ6   | 15 jun 2001 | Haleakalā         | NEAT                     | —         | MPC                           |
| 165660              | 2001 LE18  | 15 jun 2001 | Haleakala         | NEAT                     | —         | MPC                           |
| 165661              | 2001 MJ1   | 16 jun 2001 | Palomar           | NEAT                     | —         | MPC                           |
| 165662              | 2001 MS29  | 27 jun 2001 | Anderson Mesa     | LONEOS                   | —         | MPC                           |
| 165663              | 2001 MT29  | 27 jun 2001 | Haleakalā         | NEAT                     | —         | MPC                           |
| 165664              | 2001 MO30  | 30 jun 2001 | Palomar           | NEAT                     | —         | MPC                           |
| 165665              | 2001 MJ31  | 16 jun 2001 | Anderson Mesa     | LONEOS                   | Brangane  | MPC                           |
| 165666              | 2001 NF1   | 12 jul 2001 | Palomar           | NEAT                     | —         | MPC                           |
| 165667              | 2001 NO7   | 13 jul 2001 | Palomar           | NEAT                     | —         | MPC                           |
| 165668              | 2001 NG12  | 13 jul 2001 | Haleakalā         | NEAT                     | —         | MPC                           |
| 165669              | 2001 NT16  | 14 jul 2001 | Palomar           | NEAT                     | —         | MPC                           |
| 165670              | 2001 NH20  | 13 jul 2001 | Palomar           | NEAT                     | —         | MPC                           |
| 165671              | 2001 OA1   | 17 jul 2001 | Haleakalā         | NEAT                     | —         | MPC                           |
| 165672              | 2001 ON1   | 18 jul 2001 | Palomar           | NEAT                     | —         | MPC                           |
| 165673              | 2001 OJ15  | 18 jul 2001 | Palomar           | NEAT                     | —         | MPC                           |
| 165674              | 2001 OV24  | 16 jul 2001 | Anderson Mesa     | LONEOS                   | —         | MPC                           |
| 165675              | 2001 OD29  | 18 jul 2001 | Palomar           | NEAT                     | Brangane  | MPC                           |
| 165676              | 2001 OG41  | 21 jul 2001 | Palomar           | NEAT                     | —         | MPC                           |
| 165677              | 2001 OG42  | 22 jul 2001 | Palomar           | NEAT                     | —         | MPC                           |
| 165678              | 2001 OA51  | 21 jul 2001 | Palomar           | NEAT                     | —         | MPC                           |
| 165679              | 2001 OU52  | 21 jul 2001 | Palomar           | NEAT                     | Brangane  | MPC                           |
| 165680              | 2001 OY58  | 21 jul 2001 | Haleakalā         | NEAT                     | —         | MPC                           |
| 165681              | 2001 OO64  | 24 jul 2001 | Haleakala         | NEAT                     | —         | MPC                           |
| 165682              | 2001 OY65  | 22 jul 2001 | Socorro           | LINEAR                   | —         | MPC                           |
| 165683              | 2001 OK68  | 16 jul 2001 | Anderson Mesa     | LONEOS                   | —         | MPC                           |
| 165684              | 2001 OD71  | 20 jul 2001 | Palomar           | NEAT                     | —         | MPC                           |
| 165685              | 2001 OA74  | 27 jul 2001 | Nacogdoches       | SFA Obs.                 | —         | MPC                           |
| 165686              | 2001 OY75  | 27 jul 2001 | Haleakalā         | NEAT                     | —         | MPC                           |
| 165687              | 2001 OV81  | 26 jul 2001 | Haleakala         | NEAT                     | —         | MPC                           |
| 165688              | 2001 OU87  | 30 jul 2001 | Palomar           | NEAT                     | —         | MPC                           |
| 165689              | 2001 PY1   | 8 ago 2001  | Haleakalā         | NEAT                     | —         | MPC                           |
| 165690              | 2001 PA3   | 3 ago 2001  | Haleakala         | NEAT                     | —         | MPC                           |
| 165691              | 2001 PM6   | 10 ago 2001 | Haleakala         | NEAT                     | —         | MPC                           |
| 165692              | 2001 PS16  | 9 ago 2001  | Palomar           | NEAT                     | —         | MPC                           |
| 165693              | 2001 PC18  | 9 ago 2001  | Palomar           | NEAT                     | —         | MPC                           |
| 165694              | 2001 PQ28  | 14 ago 2001 | San Marcello      | M. Tombelli, A. Boattini | —         | MPC                           |
| 165695              | 2001 PT32  | 10 ago 2001 | Haleakalā         | NEAT                     | —         | MPC                           |
| 165696              | 2001 PQ34  | 10 ago 2001 | Palomar           | NEAT                     | —         | MPC                           |
| 165697              | 2001 PR34  | 10 ago 2001 | Palomar           | NEAT                     | —         | MPC                           |
| 165698              | 2001 PA44  | 15 ago 2001 | Haleakalā         | NEAT                     | Ursula    | MPC                           |
| 165699              | 2001 PD44  | 15 ago 2001 | Haleakala         | NEAT                     | —         | MPC                           |
| 165700              | 2001 PQ44  | 15 ago 2001 | Haleakala         | NEAT                     | —         | MPC                           |

## 165701–165800
| Designação | Designação | Descoberta  | Descoberta    | Descobridor(es)           | Categoria | Mais informações / Referência |
| Permanente | Provisória | Data        | Local         | Descobridor(es)           | Categoria | Mais informações / Referência |
| ---------- | ---------- | ----------- | ------------- | ------------------------- | --------- | ----------------------------- |
| 165701     | 2001 PN46  | 12 ago 2001 | Palomar       | NEAT                      | —         | MPC                           |
| 165702     | 2001 PA59  | 14 ago 2001 | Haleakalā     | NEAT                      | —         | MPC                           |
| 165703     | 2001 PH60  | 13 ago 2001 | Haleakala     | NEAT                      | Ursula    | MPC                           |
| 165704     | 2001 PD61  | 13 ago 2001 | Haleakala     | NEAT                      | —         | MPC                           |
| 165705     | 2001 PP61  | 13 ago 2001 | Haleakala     | NEAT                      | —         | MPC                           |
| 165706     | 2001 PW64  | 1 ago 2001  | Palomar       | NEAT                      | —         | MPC                           |
| 165707     | 2001 PQ65  | 13 ago 2001 | Haleakalā     | NEAT                      | —         | MPC                           |
| 165708     | 2001 PB66  | 15 ago 2001 | Haleakala     | NEAT                      | —         | MPC                           |
| 165709     | 2001 PD67  | 9 ago 2001  | Palomar       | NEAT                      | —         | MPC                           |
| 165710     | 2001 QC1   | 16 ago 2001 | Socorro       | LINEAR                    | —         | MPC                           |
| 165711     | 2001 QY19  | 16 ago 2001 | Socorro       | LINEAR                    | —         | MPC                           |
| 165712     | 2001 QV33  | 17 ago 2001 | Ondřejov      | P. Kušnirák, U. Babiaková | —         | MPC                           |
| 165713     | 2001 QF35  | 16 ago 2001 | Socorro       | LINEAR                    | —         | MPC                           |
| 165714     | 2001 QR36  | 16 ago 2001 | Socorro       | LINEAR                    | —         | MPC                           |
| 165715     | 2001 QP39  | 16 ago 2001 | Socorro       | LINEAR                    | —         | MPC                           |
| 165716     | 2001 QN42  | 16 ago 2001 | Socorro       | LINEAR                    | —         | MPC                           |
| 165717     | 2001 QR45  | 16 ago 2001 | Socorro       | LINEAR                    | —         | MPC                           |
| 165718     | 2001 QV53  | 16 ago 2001 | Socorro       | LINEAR                    | —         | MPC                           |
| 165719     | 2001 QB56  | 16 ago 2001 | Socorro       | LINEAR                    | —         | MPC                           |
| 165720     | 2001 QX59  | 18 ago 2001 | Socorro       | LINEAR                    | —         | MPC                           |
| 165721     | 2001 QZ63  | 16 ago 2001 | Socorro       | LINEAR                    | —         | MPC                           |
| 165722     | 2001 QP68  | 20 ago 2001 | Oakley        | C. Wolfe                  | —         | MPC                           |
| 165723     | 2001 QZ81  | 17 ago 2001 | Socorro       | LINEAR                    | —         | MPC                           |
| 165724     | 2001 QC101 | 20 ago 2001 | Palomar       | NEAT                      | —         | MPC                           |
| 165725     | 2001 QJ101 | 18 ago 2001 | Socorro       | LINEAR                    | Ursula    | MPC                           |
| 165726     | 2001 QC106 | 18 ago 2001 | Anderson Mesa | LONEOS                    | —         | MPC                           |
| 165727     | 2001 QG106 | 18 ago 2001 | Anderson Mesa | LONEOS                    | —         | MPC                           |
| 165728     | 2001 QV106 | 22 ago 2001 | Socorro       | LINEAR                    | —         | MPC                           |
| 165729     | 2001 QW106 | 22 ago 2001 | Socorro       | LINEAR                    | —         | MPC                           |
| 165730     | 2001 QP124 | 19 ago 2001 | Socorro       | LINEAR                    | —         | MPC                           |
| 165731     | 2001 QA125 | 19 ago 2001 | Socorro       | LINEAR                    | —         | MPC                           |
| 165732     | 2001 QU126 | 20 ago 2001 | Socorro       | LINEAR                    | —         | MPC                           |
| 165733     | 2001 QE127 | 20 ago 2001 | Socorro       | LINEAR                    | Brangane  | MPC                           |
| 165734     | 2001 QC128 | 20 ago 2001 | Socorro       | LINEAR                    | —         | MPC                           |
| 165735     | 2001 QQ128 | 20 ago 2001 | Socorro       | LINEAR                    | —         | MPC                           |
| 165736     | 2001 QQ131 | 20 ago 2001 | Socorro       | LINEAR                    | —         | MPC                           |
| 165737     | 2001 QE134 | 21 ago 2001 | Socorro       | LINEAR                    | —         | MPC                           |
| 165738     | 2001 QT154 | 23 ago 2001 | Anderson Mesa | LONEOS                    | —         | MPC                           |
| 165739     | 2001 QQ158 | 23 ago 2001 | Anderson Mesa | LONEOS                    | —         | MPC                           |
| 165740     | 2001 QH161 | 23 ago 2001 | Anderson Mesa | LONEOS                    | Brangane  | MPC                           |
| 165741     | 2001 QS161 | 23 ago 2001 | Anderson Mesa | LONEOS                    | —         | MPC                           |
| 165742     | 2001 QO162 | 23 ago 2001 | Anderson Mesa | LONEOS                    | Brangane  | MPC                           |
| 165743     | 2001 QS164 | 22 ago 2001 | Haleakalā     | NEAT                      | —         | MPC                           |
| 165744     | 2001 QG167 | 24 ago 2001 | Haleakala     | NEAT                      | —         | MPC                           |
| 165745     | 2001 QV168 | 26 ago 2001 | Haleakala     | NEAT                      | —         | MPC                           |
| 165746     | 2001 QH171 | 25 ago 2001 | Socorro       | LINEAR                    | —         | MPC                           |
| 165747     | 2001 QT184 | 21 ago 2001 | Socorro       | LINEAR                    | —         | MPC                           |
| 165748     | 2001 QR186 | 21 ago 2001 | Kitt Peak     | Spacewatch                | —         | MPC                           |
| 165749     | 2001 QT187 | 21 ago 2001 | Haleakalā     | NEAT                      | —         | MPC                           |
| 165750     | 2001 QO189 | 22 ago 2001 | Socorro       | LINEAR                    | —         | MPC                           |
| 165751     | 2001 QA191 | 22 ago 2001 | Socorro       | LINEAR                    | Juno      | MPC                           |
| 165752     | 2001 QF202 | 23 ago 2001 | Anderson Mesa | LONEOS                    | —         | MPC                           |
| 165753     | 2001 QM202 | 23 ago 2001 | Anderson Mesa | LONEOS                    | Brangane  | MPC                           |
| 165754     | 2001 QZ202 | 23 ago 2001 | Anderson Mesa | LONEOS                    | —         | MPC                           |
| 165755     | 2001 QK207 | 23 ago 2001 | Anderson Mesa | LONEOS                    | —         | MPC                           |
| 165756     | 2001 QT208 | 23 ago 2001 | Anderson Mesa | LONEOS                    | —         | MPC                           |
| 165757     | 2001 QV209 | 23 ago 2001 | Anderson Mesa | LONEOS                    | —         | MPC                           |
| 165758     | 2001 QR217 | 23 ago 2001 | Anderson Mesa | LONEOS                    | Brangane  | MPC                           |
| 165759     | 2001 QU227 | 24 ago 2001 | Anderson Mesa | LONEOS                    | —         | MPC                           |
| 165760     | 2001 QA228 | 24 ago 2001 | Anderson Mesa | LONEOS                    | —         | MPC                           |
| 165761     | 2001 QD228 | 24 ago 2001 | Anderson Mesa | LONEOS                    | —         | MPC                           |
| 165762     | 2001 QL228 | 24 ago 2001 | Anderson Mesa | LONEOS                    | —         | MPC                           |
| 165763     | 2001 QV229 | 24 ago 2001 | Anderson Mesa | LONEOS                    | —         | MPC                           |
| 165764     | 2001 QO232 | 24 ago 2001 | Socorro       | LINEAR                    | —         | MPC                           |
| 165765     | 2001 QW236 | 24 ago 2001 | Socorro       | LINEAR                    | —         | MPC                           |
| 165766     | 2001 QA241 | 24 ago 2001 | Socorro       | LINEAR                    | —         | MPC                           |
| 165767     | 2001 QC241 | 24 ago 2001 | Socorro       | LINEAR                    | Brangane  | MPC                           |
| 165768     | 2001 QO243 | 24 ago 2001 | Socorro       | LINEAR                    | —         | MPC                           |
| 165769     | 2001 QJ244 | 24 ago 2001 | Socorro       | LINEAR                    | Brangane  | MPC                           |
| 165770     | 2001 QC250 | 24 ago 2001 | Haleakalā     | NEAT                      | —         | MPC                           |
| 165771     | 2001 QS250 | 24 ago 2001 | Haleakala     | NEAT                      | —         | MPC                           |
| 165772     | 2001 QL251 | 25 ago 2001 | Socorro       | LINEAR                    | Ursula    | MPC                           |
| 165773     | 2001 QC255 | 25 ago 2001 | Anderson Mesa | LONEOS                    | —         | MPC                           |
| 165774     | 2001 QE255 | 25 ago 2001 | Socorro       | LINEAR                    | Brangane  | MPC                           |
| 165775     | 2001 QE262 | 25 ago 2001 | Socorro       | LINEAR                    | —         | MPC                           |
| 165776     | 2001 QD265 | 26 ago 2001 | Socorro       | LINEAR                    | —         | MPC                           |
| 165777     | 2001 QG265 | 26 ago 2001 | Anderson Mesa | LONEOS                    | —         | MPC                           |
| 165778     | 2001 QN266 | 20 ago 2001 | Socorro       | LINEAR                    | —         | MPC                           |
| 165779     | 2001 QB268 | 20 ago 2001 | Socorro       | LINEAR                    | Brangane  | MPC                           |
| 165780     | 2001 QP279 | 19 ago 2001 | Socorro       | LINEAR                    | —         | MPC                           |
| 165781     | 2001 QE283 | 18 ago 2001 | Palomar       | NEAT                      | —         | MPC                           |
| 165782     | 2001 QO330 | 27 ago 2001 | Anderson Mesa | LONEOS                    | Brangane  | MPC                           |
| 165783     | 2001 RQ1   | 7 set 2001  | Socorro       | LINEAR                    | —         | MPC                           |
| 165784     | 2001 RN5   | 9 set 2001  | Desert Eagle  | W. K. Y. Yeung            | —         | MPC                           |
| 165785     | 2001 RT5   | 9 set 2001  | Desert Eagle  | W. K. Y. Yeung            | —         | MPC                           |
| 165786     | 2001 RW5   | 9 set 2001  | Desert Eagle  | W. K. Y. Yeung            | Brangane  | MPC                           |
| 165787     | 2001 RU9   | 10 set 2001 | Socorro       | LINEAR                    | —         | MPC                           |
| 165788     | 2001 RV19  | 7 set 2001  | Socorro       | LINEAR                    | —         | MPC                           |
| 165789     | 2001 RZ20  | 7 set 2001  | Socorro       | LINEAR                    | —         | MPC                           |
| 165790     | 2001 RA28  | 7 set 2001  | Socorro       | LINEAR                    | Brangane  | MPC                           |
| 165791     | 2001 RN29  | 7 set 2001  | Socorro       | LINEAR                    | Ursula    | MPC                           |
| 165792     | 2001 RN33  | 8 set 2001  | Socorro       | LINEAR                    | —         | MPC                           |
| 165793     | 2001 RQ33  | 8 set 2001  | Socorro       | LINEAR                    | Brangane  | MPC                           |
| 165794     | 2001 RX34  | 8 set 2001  | Socorro       | LINEAR                    | —         | MPC                           |
| 165795     | 2001 RG36  | 8 set 2001  | Socorro       | LINEAR                    | —         | MPC                           |
| 165796     | 2001 RL36  | 8 set 2001  | Socorro       | LINEAR                    | —         | MPC                           |
| 165797     | 2001 RK37  | 8 set 2001  | Socorro       | LINEAR                    | —         | MPC                           |
| 165798     | 2001 RU41  | 11 set 2001 | Socorro       | LINEAR                    | —         | MPC                           |
| 165799     | 2001 RJ48  | 11 set 2001 | Desert Eagle  | W. K. Y. Yeung            | —         | MPC                           |
| 165800     | 2001 RJ50  | 10 set 2001 | Socorro       | LINEAR                    | Brangane  | MPC                           |

## 165801–165900
| Designação | Designação | Descoberta  | Descoberta    | Descobridor(es) | Categoria | Mais informações / Referência |
| Permanente | Provisória | Data        | Local         | Descobridor(es) | Categoria | Mais informações / Referência |
| ---------- | ---------- | ----------- | ------------- | --------------- | --------- | ----------------------------- |
| 165801     | 2001 RO52  | 12 set 2001 | Socorro       | LINEAR          | —         | MPC                           |
| 165802     | 2001 RN54  | 12 set 2001 | Socorro       | LINEAR          | —         | MPC                           |
| 165803     | 2001 RN55  | 12 set 2001 | Socorro       | LINEAR          | —         | MPC                           |
| 165804     | 2001 RZ57  | 12 set 2001 | Socorro       | LINEAR          | —         | MPC                           |
| 165805     | 2001 RB58  | 12 set 2001 | Socorro       | LINEAR          | —         | MPC                           |
| 165806     | 2001 RC60  | 12 set 2001 | Socorro       | LINEAR          | —         | MPC                           |
| 165807     | 2001 RS62  | 12 set 2001 | Socorro       | LINEAR          | —         | MPC                           |
| 165808     | 2001 RO66  | 10 set 2001 | Socorro       | LINEAR          | —         | MPC                           |
| 165809     | 2001 RK78  | 10 set 2001 | Socorro       | LINEAR          | —         | MPC                           |
| 165810     | 2001 RW79  | 12 set 2001 | Socorro       | LINEAR          | —         | MPC                           |
| 165811     | 2001 RH81  | 14 set 2001 | Palomar       | NEAT            | —         | MPC                           |
| 165812     | 2001 RE84  | 11 set 2001 | Anderson Mesa | LONEOS          | —         | MPC                           |
| 165813     | 2001 RJ87  | 11 set 2001 | Anderson Mesa | LONEOS          | Ursula    | MPC                           |
| 165814     | 2001 RY96  | 12 set 2001 | Kitt Peak     | Spacewatch      | —         | MPC                           |
| 165815     | 2001 RF100 | 12 set 2001 | Socorro       | LINEAR          | —         | MPC                           |
| 165816     | 2001 RU100 | 12 set 2001 | Socorro       | LINEAR          | Brangane  | MPC                           |
| 165817     | 2001 RU101 | 12 set 2001 | Socorro       | LINEAR          | —         | MPC                           |
| 165818     | 2001 RE102 | 12 set 2001 | Socorro       | LINEAR          | Ursula    | MPC                           |
| 165819     | 2001 RT108 | 12 set 2001 | Socorro       | LINEAR          | —         | MPC                           |
| 165820     | 2001 RF111 | 12 set 2001 | Socorro       | LINEAR          | —         | MPC                           |
| 165821     | 2001 RK112 | 12 set 2001 | Socorro       | LINEAR          | —         | MPC                           |
| 165822     | 2001 RO112 | 12 set 2001 | Socorro       | LINEAR          | —         | MPC                           |
| 165823     | 2001 RJ113 | 12 set 2001 | Socorro       | LINEAR          | —         | MPC                           |
| 165824     | 2001 RY114 | 12 set 2001 | Socorro       | LINEAR          | —         | MPC                           |
| 165825     | 2001 RS117 | 12 set 2001 | Socorro       | LINEAR          | —         | MPC                           |
| 165826     | 2001 RU117 | 12 set 2001 | Socorro       | LINEAR          | —         | MPC                           |
| 165827     | 2001 RX118 | 12 set 2001 | Socorro       | LINEAR          | —         | MPC                           |
| 165828     | 2001 RK123 | 12 set 2001 | Socorro       | LINEAR          | Ursula    | MPC                           |
| 165829     | 2001 RO127 | 12 set 2001 | Socorro       | LINEAR          | —         | MPC                           |
| 165830     | 2001 RV128 | 12 set 2001 | Socorro       | LINEAR          | —         | MPC                           |
| 165831     | 2001 RD131 | 12 set 2001 | Socorro       | LINEAR          | —         | MPC                           |
| 165832     | 2001 RH131 | 12 set 2001 | Socorro       | LINEAR          | —         | MPC                           |
| 165833     | 2001 RY134 | 12 set 2001 | Socorro       | LINEAR          | Ursula    | MPC                           |
| 165834     | 2001 RW135 | 12 set 2001 | Socorro       | LINEAR          | —         | MPC                           |
| 165835     | 2001 RD138 | 12 set 2001 | Socorro       | LINEAR          | —         | MPC                           |
| 165836     | 2001 RJ140 | 12 set 2001 | Socorro       | LINEAR          | Ursula    | MPC                           |
| 165837     | 2001 RO141 | 12 set 2001 | Socorro       | LINEAR          | —         | MPC                           |
| 165838     | 2001 RA143 | 15 set 2001 | Palomar       | NEAT            | —         | MPC                           |
| 165839     | 2001 RW144 | 6 set 2001  | Palomar       | NEAT            | —         | MPC                           |
| 165840     | 2001 RQ146 | 9 set 2001  | Anderson Mesa | LONEOS          | —         | MPC                           |
| 165841     | 2001 RC147 | 9 set 2001  | Anderson Mesa | LONEOS          | —         | MPC                           |
| 165842     | 2001 RE153 | 12 set 2001 | Socorro       | LINEAR          | Ursula    | MPC                           |
| 165843     | 2001 RB154 | 15 set 2001 | Palomar       | NEAT            | —         | MPC                           |
| 165844     | 2001 SB6   | 18 set 2001 | Kitt Peak     | Spacewatch      | —         | MPC                           |
| 165845     | 2001 SP10  | 16 set 2001 | Socorro       | LINEAR          | —         | MPC                           |
| 165846     | 2001 SE11  | 16 set 2001 | Socorro       | LINEAR          | Brangane  | MPC                           |
| 165847     | 2001 SE12  | 16 set 2001 | Socorro       | LINEAR          | —         | MPC                           |
| 165848     | 2001 SV13  | 16 set 2001 | Socorro       | LINEAR          | —         | MPC                           |
| 165849     | 2001 SD16  | 16 set 2001 | Socorro       | LINEAR          | Ursula    | MPC                           |
| 165850     | 2001 SK16  | 16 set 2001 | Socorro       | LINEAR          | —         | MPC                           |
| 165851     | 2001 SP18  | 16 set 2001 | Socorro       | LINEAR          | Ursula    | MPC                           |
| 165852     | 2001 SG19  | 16 set 2001 | Socorro       | LINEAR          | —         | MPC                           |
| 165853     | 2001 SD20  | 16 set 2001 | Socorro       | LINEAR          | —         | MPC                           |
| 165854     | 2001 SQ23  | 16 set 2001 | Socorro       | LINEAR          | Ursula    | MPC                           |
| 165855     | 2001 SH24  | 16 set 2001 | Socorro       | LINEAR          | —         | MPC                           |
| 165856     | 2001 SP30  | 16 set 2001 | Socorro       | LINEAR          | —         | MPC                           |
| 165857     | 2001 SF34  | 16 set 2001 | Socorro       | LINEAR          | —         | MPC                           |
| 165858     | 2001 SX35  | 16 set 2001 | Socorro       | LINEAR          | Ursula    | MPC                           |
| 165859     | 2001 SD40  | 16 set 2001 | Socorro       | LINEAR          | —         | MPC                           |
| 165860     | 2001 SB43  | 16 set 2001 | Socorro       | LINEAR          | —         | MPC                           |
| 165861     | 2001 SM45  | 16 set 2001 | Socorro       | LINEAR          | —         | MPC                           |
| 165862     | 2001 SF78  | 19 set 2001 | Socorro       | LINEAR          | —         | MPC                           |
| 165863     | 2001 SF80  | 20 set 2001 | Socorro       | LINEAR          | —         | MPC                           |
| 165864     | 2001 SW86  | 20 set 2001 | Socorro       | LINEAR          | —         | MPC                           |
| 165865     | 2001 SK88  | 20 set 2001 | Socorro       | LINEAR          | —         | MPC                           |
| 165866     | 2001 SL89  | 20 set 2001 | Socorro       | LINEAR          | —         | MPC                           |
| 165867     | 2001 SQ91  | 20 set 2001 | Socorro       | LINEAR          | Ursula    | MPC                           |
| 165868     | 2001 SO95  | 20 set 2001 | Socorro       | LINEAR          | —         | MPC                           |
| 165869     | 2001 ST101 | 20 set 2001 | Socorro       | LINEAR          | —         | MPC                           |
| 165870     | 2001 SY121 | 16 set 2001 | Socorro       | LINEAR          | —         | MPC                           |
| 165871     | 2001 SE124 | 16 set 2001 | Socorro       | LINEAR          | —         | MPC                           |
| 165872     | 2001 SW125 | 16 set 2001 | Socorro       | LINEAR          | —         | MPC                           |
| 165873     | 2001 SK126 | 16 set 2001 | Socorro       | LINEAR          | Ursula    | MPC                           |
| 165874     | 2001 SP128 | 16 set 2001 | Socorro       | LINEAR          | —         | MPC                           |
| 165875     | 2001 SK129 | 16 set 2001 | Socorro       | LINEAR          | —         | MPC                           |
| 165876     | 2001 SZ129 | 16 set 2001 | Socorro       | LINEAR          | —         | MPC                           |
| 165877     | 2001 SH137 | 16 set 2001 | Socorro       | LINEAR          | —         | MPC                           |
| 165878     | 2001 SS137 | 16 set 2001 | Socorro       | LINEAR          | —         | MPC                           |
| 165879     | 2001 SQ140 | 16 set 2001 | Socorro       | LINEAR          | —         | MPC                           |
| 165880     | 2001 SF143 | 16 set 2001 | Socorro       | LINEAR          | Ursula    | MPC                           |
| 165881     | 2001 SX153 | 17 set 2001 | Socorro       | LINEAR          | —         | MPC                           |
| 165882     | 2001 SC154 | 17 set 2001 | Socorro       | LINEAR          | —         | MPC                           |
| 165883     | 2001 ST164 | 17 set 2001 | Socorro       | LINEAR          | —         | MPC                           |
| 165884     | 2001 SO165 | 19 set 2001 | Socorro       | LINEAR          | —         | MPC                           |
| 165885     | 2001 SP165 | 19 set 2001 | Socorro       | LINEAR          | Ursula    | MPC                           |
| 165886     | 2001 SY184 | 19 set 2001 | Socorro       | LINEAR          | —         | MPC                           |
| 165887     | 2001 SH186 | 19 set 2001 | Socorro       | LINEAR          | —         | MPC                           |
| 165888     | 2001 SJ196 | 19 set 2001 | Socorro       | LINEAR          | —         | MPC                           |
| 165889     | 2001 SY197 | 19 set 2001 | Socorro       | LINEAR          | Brangane  | MPC                           |
| 165890     | 2001 SW198 | 19 set 2001 | Socorro       | LINEAR          | —         | MPC                           |
| 165891     | 2001 SH199 | 19 set 2001 | Socorro       | LINEAR          | —         | MPC                           |
| 165892     | 2001 SP199 | 19 set 2001 | Socorro       | LINEAR          | —         | MPC                           |
| 165893     | 2001 SF201 | 19 set 2001 | Socorro       | LINEAR          | —         | MPC                           |
| 165894     | 2001 SJ202 | 19 set 2001 | Socorro       | LINEAR          | —         | MPC                           |
| 165895     | 2001 SU217 | 19 set 2001 | Socorro       | LINEAR          | —         | MPC                           |
| 165896     | 2001 SZ223 | 19 set 2001 | Socorro       | LINEAR          | —         | MPC                           |
| 165897     | 2001 SA235 | 19 set 2001 | Socorro       | LINEAR          | —         | MPC                           |
| 165898     | 2001 ST250 | 19 set 2001 | Socorro       | LINEAR          | —         | MPC                           |
| 165899     | 2001 SA292 | 23 set 2001 | Anderson Mesa | LONEOS          | —         | MPC                           |
| 165900     | 2001 SB294 | 19 set 2001 | Socorro       | LINEAR          | Ursula    | MPC                           |

## 165901–166000
| Designação | Designação | Descoberta  | Descoberta   | Descobridor(es)      | Categoria | Mais informações / Referência |
| Permanente | Provisória | Data        | Local        | Descobridor(es)      | Categoria | Mais informações / Referência |
| ---------- | ---------- | ----------- | ------------ | -------------------- | --------- | ----------------------------- |
| 165901     | 2001 SZ303 | 20 set 2001 | Socorro      | LINEAR               | —         | MPC                           |
| 165902     | 2001 SQ307 | 21 set 2001 | Socorro      | LINEAR               | —         | MPC                           |
| 165903     | 2001 SS307 | 21 set 2001 | Socorro      | LINEAR               | Ursula    | MPC                           |
| 165904     | 2001 SJ311 | 19 set 2001 | Socorro      | LINEAR               | —         | MPC                           |
| 165905     | 2001 ST314 | 23 set 2001 | Socorro      | LINEAR               | Ursula    | MPC                           |
| 165906     | 2001 SM323 | 25 set 2001 | Socorro      | LINEAR               | —         | MPC                           |
| 165907     | 2001 SC329 | 19 set 2001 | Socorro      | LINEAR               | Brangane  | MPC                           |
| 165908     | 2001 SH334 | 19 set 2001 | Palomar      | NEAT                 | —         | MPC                           |
| 165909     | 2001 SN344 | 23 set 2001 | Palomar      | NEAT                 | —         | MPC                           |
| 165910     | 2001 TG5   | 10 out 2001 | Palomar      | NEAT                 | Ursula    | MPC                           |
| 165911     | 2001 TD7   | 10 out 2001 | Palomar      | NEAT                 | —         | MPC                           |
| 165912     | 2001 TE7   | 11 out 2001 | San Marcello | L. Tesi, M. Tombelli | —         | MPC                           |
| 165913     | 2001 TF8   | 9 out 2001  | Socorro      | LINEAR               | —         | MPC                           |
| 165914     | 2001 TE31  | 14 out 2001 | Socorro      | LINEAR               | —         | MPC                           |
| 165915     | 2001 TK54  | 14 out 2001 | Socorro      | LINEAR               | —         | MPC                           |
| 165916     | 2001 TD55  | 14 out 2001 | Socorro      | LINEAR               | —         | MPC                           |
| 165917     | 2001 TT64  | 13 out 2001 | Socorro      | LINEAR               | —         | MPC                           |
| 165918     | 2001 TA122 | 15 out 2001 | Socorro      | LINEAR               | —         | MPC                           |
| 165919     | 2001 TL125 | 12 out 2001 | Haleakalā    | NEAT                 | —         | MPC                           |
| 165920     | 2001 TL129 | 15 out 2001 | Kitt Peak    | Spacewatch           | —         | MPC                           |
| 165921     | 2001 TQ132 | 12 out 2001 | Haleakalā    | NEAT                 | —         | MPC                           |
| 165922     | 2001 TK144 | 10 out 2001 | Palomar      | NEAT                 | —         | MPC                           |
| 165923     | 2001 TM144 | 10 out 2001 | Palomar      | NEAT                 | Ursula    | MPC                           |
| 165924     | 2001 TG147 | 10 out 2001 | Palomar      | NEAT                 | —         | MPC                           |
| 165925     | 2001 TQ162 | 11 out 2001 | Palomar      | NEAT                 | —         | MPC                           |
| 165926     | 2001 TG164 | 11 out 2001 | Palomar      | NEAT                 | —         | MPC                           |
| 165927     | 2001 TA178 | 14 out 2001 | Socorro      | LINEAR               | —         | MPC                           |
| 165928     | 2001 TS196 | 15 out 2001 | Palomar      | NEAT                 | —         | MPC                           |
| 165929     | 2001 TC211 | 13 out 2001 | Palomar      | NEAT                 | —         | MPC                           |
| 165930     | 2001 TV211 | 13 out 2001 | Kitt Peak    | Spacewatch           | —         | MPC                           |
| 165931     | 2001 TF212 | 13 out 2001 | Palomar      | NEAT                 | Brangane  | MPC                           |
| 165932     | 2001 TB226 | 14 out 2001 | Palomar      | NEAT                 | —         | MPC                           |
| 165933     | 2001 UJ14  | 24 out 2001 | Socorro      | LINEAR               | —         | MPC                           |
| 165934     | 2001 UY21  | 17 out 2001 | Socorro      | LINEAR               | —         | MPC                           |
| 165935     | 2001 UU22  | 18 out 2001 | Socorro      | LINEAR               | —         | MPC                           |
| 165936     | 2001 UK30  | 16 out 2001 | Socorro      | LINEAR               | —         | MPC                           |
| 165937     | 2001 UV31  | 16 out 2001 | Socorro      | LINEAR               | —         | MPC                           |
| 165938     | 2001 UP40  | 17 out 2001 | Socorro      | LINEAR               | —         | MPC                           |
| 165939     | 2001 UN98  | 17 out 2001 | Socorro      | LINEAR               | —         | MPC                           |
| 165940     | 2001 UN103 | 20 out 2001 | Socorro      | LINEAR               | —         | MPC                           |
| 165941     | 2001 UK110 | 21 out 2001 | Socorro      | LINEAR               | —         | MPC                           |
| 165942     | 2001 UB125 | 22 out 2001 | Palomar      | NEAT                 | —         | MPC                           |
| 165943     | 2001 UD147 | 23 out 2001 | Socorro      | LINEAR               | —         | MPC                           |
| 165944     | 2001 UV155 | 23 out 2001 | Socorro      | LINEAR               | —         | MPC                           |
| 165945     | 2001 UQ169 | 20 out 2001 | Socorro      | LINEAR               | —         | MPC                           |
| 165946     | 2001 UL197 | 19 out 2001 | Palomar      | NEAT                 | Ursula    | MPC                           |
| 165947     | 2001 VD117 | 12 nov 2001 | Socorro      | LINEAR               | —         | MPC                           |
| 165948     | 2001 VG126 | 14 nov 2001 | Kitt Peak    | Spacewatch           | —         | MPC                           |
| 165949     | 2001 WY1   | 18 nov 2001 | Socorro      | LINEAR               | —         | MPC                           |
| 165950     | 2001 WG5   | 21 nov 2001 | Socorro      | LINEAR               | —         | MPC                           |
| 165951     | 2001 WK69  | 20 nov 2001 | Socorro      | LINEAR               | Ursula    | MPC                           |
| 165952     | 2001 WN92  | 21 nov 2001 | Socorro      | LINEAR               | —         | MPC                           |
| 165953     | 2001 XT18  | 9 dez 2001  | Socorro      | LINEAR               | —         | MPC                           |
| 165954     | 2001 XP46  | 9 dez 2001  | Socorro      | LINEAR               | —         | MPC                           |
| 165955     | 2001 XO62  | 14 dez 2001 | Kitt Peak    | Spacewatch           | —         | MPC                           |
| 165956     | 2001 XM68  | 10 dez 2001 | Socorro      | LINEAR               | —         | MPC                           |
| 165957     | 2001 XT87  | 13 dez 2001 | Socorro      | LINEAR               | —         | MPC                           |
| 165958     | 2001 XR103 | 14 dez 2001 | Socorro      | LINEAR               | —         | MPC                           |
| 165959     | 2001 XK111 | 11 dez 2001 | Socorro      | LINEAR               | —         | MPC                           |
| 165960     | 2001 XR157 | 14 dez 2001 | Socorro      | LINEAR               | Ursula    | MPC                           |
| 165961     | 2001 XV164 | 14 dez 2001 | Socorro      | LINEAR               | —         | MPC                           |
| 165962     | 2001 XM168 | 14 dez 2001 | Socorro      | LINEAR               | —         | MPC                           |
| 165963     | 2001 XS168 | 14 dez 2001 | Socorro      | LINEAR               | —         | MPC                           |
| 165964     | 2001 XT173 | 14 dez 2001 | Socorro      | LINEAR               | —         | MPC                           |
| 165965     | 2001 XT184 | 14 dez 2001 | Socorro      | LINEAR               | —         | MPC                           |
| 165966     | 2001 XP190 | 14 dez 2001 | Socorro      | LINEAR               | —         | MPC                           |
| 165967     | 2001 XN199 | 14 dez 2001 | Socorro      | LINEAR               | —         | MPC                           |
| 165968     | 2001 XB210 | 11 dez 2001 | Socorro      | LINEAR               | —         | MPC                           |
| 165969     | 2001 XN213 | 11 dez 2001 | Socorro      | LINEAR               | —         | MPC                           |
| 165970     | 2001 XH232 | 15 dez 2001 | Socorro      | LINEAR               | —         | MPC                           |
| 165971     | 2001 XL237 | 15 dez 2001 | Socorro      | LINEAR               | —         | MPC                           |
| 165972     | 2001 XE242 | 14 dez 2001 | Socorro      | LINEAR               | —         | MPC                           |
| 165973     | 2001 XT251 | 14 dez 2001 | Socorro      | LINEAR               | —         | MPC                           |
| 165974     | 2001 XP260 | 10 dez 2001 | Socorro      | LINEAR               | —         | MPC                           |
| 165975     | 2001 YH4   | 23 dez 2001 | Kitt Peak    | Spacewatch           | —         | MPC                           |
| 165976     | 2001 YP27  | 18 dez 2001 | Socorro      | LINEAR               | —         | MPC                           |
| 165977     | 2001 YO31  | 18 dez 2001 | Socorro      | LINEAR               | —         | MPC                           |
| 165978     | 2001 YL85  | 18 dez 2001 | Socorro      | LINEAR               | —         | MPC                           |
| 165979     | 2001 YR88  | 18 dez 2001 | Socorro      | LINEAR               | —         | MPC                           |
| 165980     | 2001 YZ89  | 18 dez 2001 | Socorro      | LINEAR               | —         | MPC                           |
| 165981     | 2001 YR90  | 18 dez 2001 | Socorro      | LINEAR               | —         | MPC                           |
| 165982     | 2001 YM96  | 18 dez 2001 | Palomar      | NEAT                 | —         | MPC                           |
| 165983     | 2001 YY99  | 17 dez 2001 | Socorro      | LINEAR               | —         | MPC                           |
| 165984     | 2001 YK109 | 18 dez 2001 | Socorro      | LINEAR               | —         | MPC                           |
| 165985     | 2001 YR114 | 19 dez 2001 | Palomar      | NEAT                 | —         | MPC                           |
| 165986     | 2001 YZ116 | 18 dez 2001 | Socorro      | LINEAR               | —         | MPC                           |
| 165987     | 2001 YJ127 | 17 dez 2001 | Socorro      | LINEAR               | —         | MPC                           |
| 165988     | 2001 YQ138 | 18 dez 2001 | Kitt Peak    | Spacewatch           | —         | MPC                           |
| 165989     | 2001 YE139 | 23 dez 2001 | Kitt Peak    | Spacewatch           | —         | MPC                           |
| 165990     | 2001 YO148 | 18 dez 2001 | Socorro      | LINEAR               | —         | MPC                           |
| 165991     | 2001 YL149 | 19 dez 2001 | Palomar      | NEAT                 | —         | MPC                           |
| 165992     | 2001 YY156 | 17 dez 2001 | Socorro      | LINEAR               | —         | MPC                           |
| 165993     | 2002 AN6   | 9 jan 2002  | Oaxaca       | J. M. Roe            | —         | MPC                           |
| 165994     | 2002 AO20  | 6 jan 2002  | Haleakalā    | NEAT                 | —         | MPC                           |
| 165995     | 2002 AS23  | 5 jan 2002  | Haleakala    | NEAT                 | —         | MPC                           |
| 165996     | 2002 AH30  | 9 jan 2002  | Socorro      | LINEAR               | —         | MPC                           |
| 165997     | 2002 AP31  | 9 jan 2002  | Socorro      | LINEAR               | —         | MPC                           |
| 165998     | 2002 AH34  | 12 jan 2002 | Kitt Peak    | Spacewatch           | —         | MPC                           |
| 165999     | 2002 AR45  | 9 jan 2002  | Socorro      | LINEAR               | —         | MPC                           |
| 166000     | 2002 AO47  | 9 jan 2002  | Socorro      | LINEAR               | —         | MPC                           |